# Fingerhirsen
Die Fingerhirsen (Digitaria) sind eine Pflanzengattung innerhalb der Familie der Süßgräser (Poaceae).

## Beschreibung

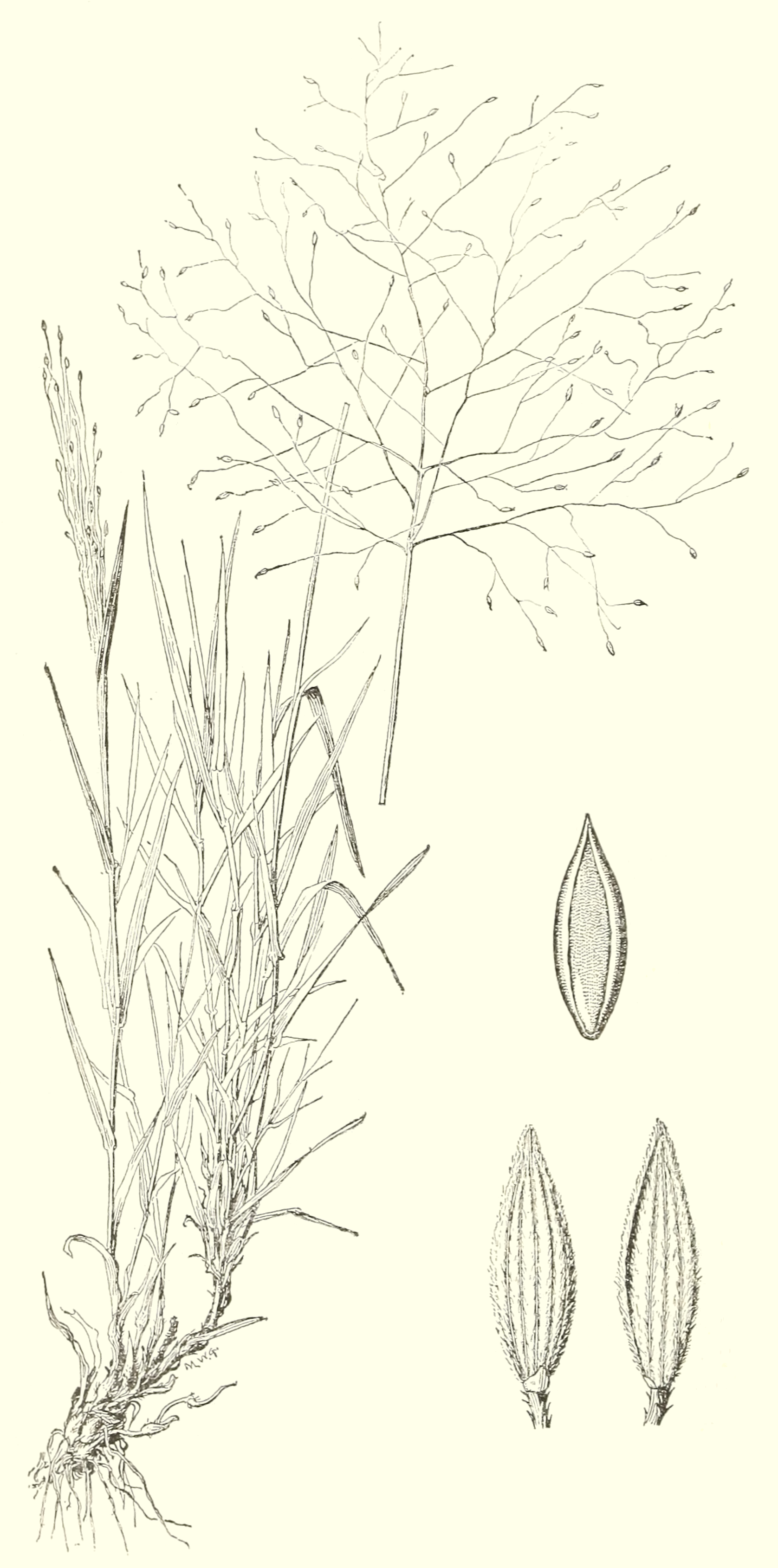
Illustration von Digitaria cognata

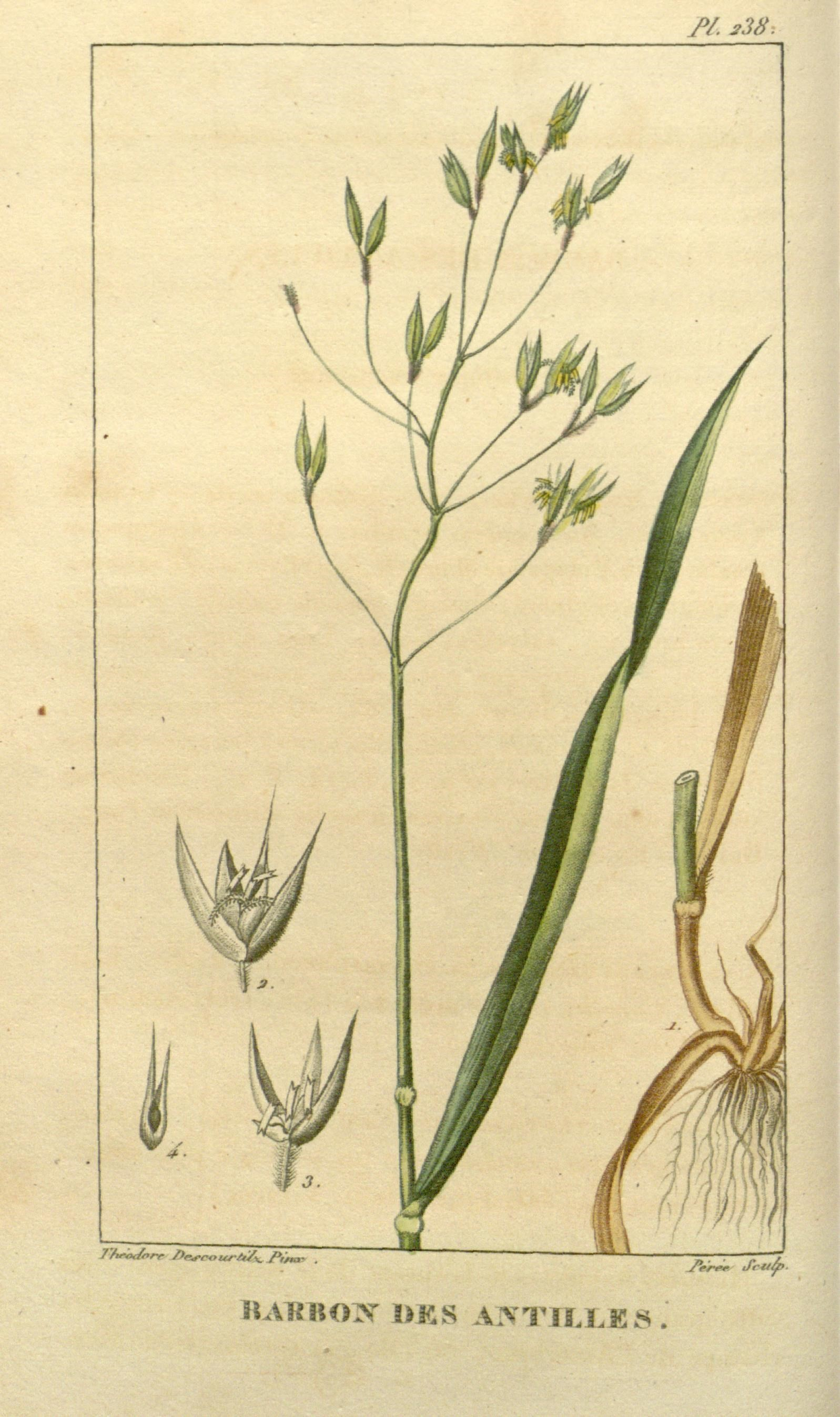
Illustration aus Flore médicale des Antilles, ou, Traité des plantes usuelles. von Digitaria insularis

### Vegetative Merkmale
Die Fingerhirse-Arten sind einjährige oder ausdauernde krautige Pflanzen. Die aufrechten oder gekniet-aufsteigenden Halme bilden an ihren unteren Knoten oft Wurzeln.
Die wechselständig am Halm angeordneten Laubblätter sind in Blattscheide und Blattspreite gegliedert. Die Blattscheiden sind bis zum Grund hin offen und liegen dem Stängel eng an. Das Blatthäutchen ist ein häutiger Saum. Die Blattspreiten sind flach, an ihrem Grund besitzen sie manchmal stängelumfassende Öhrchen. In der Knospenlage sind die Laubblätter meistens gerollt.

### Generative Merkmale
Die rispigen Gesamtblütenstände sind aus zwei bis zehn traubigen Teilblütenständen zusammengesetzt, welche fingerförmig am Stängelende angeordnet sind. Die Teilblütenstände (Scheinähren) sind bei einer Breite von nur 2 bis 4 Millimetern schmal-linealisch. Die Rispenhauptachse ist kürzer als die einzelnen Scheinähren. Die Ährchen sind zweiblütig, wobei das untere Blütchen steril und das obere zwittrig ist. Die Ährchen sind vom Rücken her zusammengedrückt, besitzen keine Granne und stehen einzeln oder zu zweit nebeneinander an zwei Kanten der meist dreikantigen Traubenachse. Die Ährchen sind unterschiedlich lang gestielt und fallen zur Reife als Ganzes ab. Die untere Hüllspelze ist reduziert und von der Traubenachse abgewandt, sie kann auch ganz fehlen. Die obere Hüllspelze ist drei- bis siebennervig, häutig und zwischen den Nerven behaart. Die Deckspelze ist beim sterilen Blütchen drei- bis elfnervig und gleich lang wie das Ährchen, beim zwittrigen Blütchen fast so lang wie das Ährchen, glatt, kahl und breit hautrandig. Die Vorspelze ist beim sterilen Blütchen klein und schuppenförmig bis fehlend, beim zwittrigen Blütchen zweinervig und gleich lang wie die Deckspelze. Es gibt drei Staubblätter, die seitlich aus der Blüte heraustreten. Der Fruchtknoten ist kahl und trägt zwei endständige Griffel mit dicht fedrigen Narben.
Die Karyopsen sind annähernd so lang wie die Deckspelze. Der Nabel ist punktförmig und grundständig.

## Systematik
Die Gattung Digitaria wurde 1768 durch Albrecht von Haller in Historia Stirpium Indigenarum Helvetiae Inchoata, Tomus secundus aufgestellt. Der Gattungsname Digitaria leitet sich vom Lateinischen Wort digitus für Finger ab und bezieht sich wie der deutschsprachige Trivialname auf die fingerförmig angeordneten Teilblütenstände. Synonyme für Digitaria Haller nom. cons. sind: Digitaria Heist. ex Fabr. nom. rej., Valota Adans. nom. rej., Sanguinella Gleichen nom. inval., Elytroblepharum (Steud.) Schltdl., Eriachne Phil. nom. illeg., Sanguinaria Bubani nom. superfl., Syntherisma Walter, Acicarpa Raddi, Trichachne Nees, Gramerium Desv., Elytroblepharum (Steud.) Schltdl., Leptoloma Chase, Megaloprotachne C.E.Hubb., Digitariopsis C.E.Hubb., Digitariella De Winter.
Die Gattung Digitaria gehört zur Tribus Paniceae in der Unterfamilie Panicoideae innerhalb der Familie Poaceae. Die Gattung Digitaria wird in vier Untergattungen und etwa 23 Sektionen gegliedert.
Von den etwa 260 Arten sind nur drei in Europa heimisch. Einige weitere Arten in Europa Neophyten.
In Mitteleuropa kommen die Art die Blutrote Fingerhirse (Digitaria sanguinalis) und Faden-Fingerhirse (Digitaria ischaemum (Schreb.) Muhl.) vor. Die Glattspelzen-Fingerhirse (Digitaria ciliaris) ist in Südeuropa ein Neophyt, die Vorkommen in Kärnten, Steiermark und Südtirol sind unbeständig.

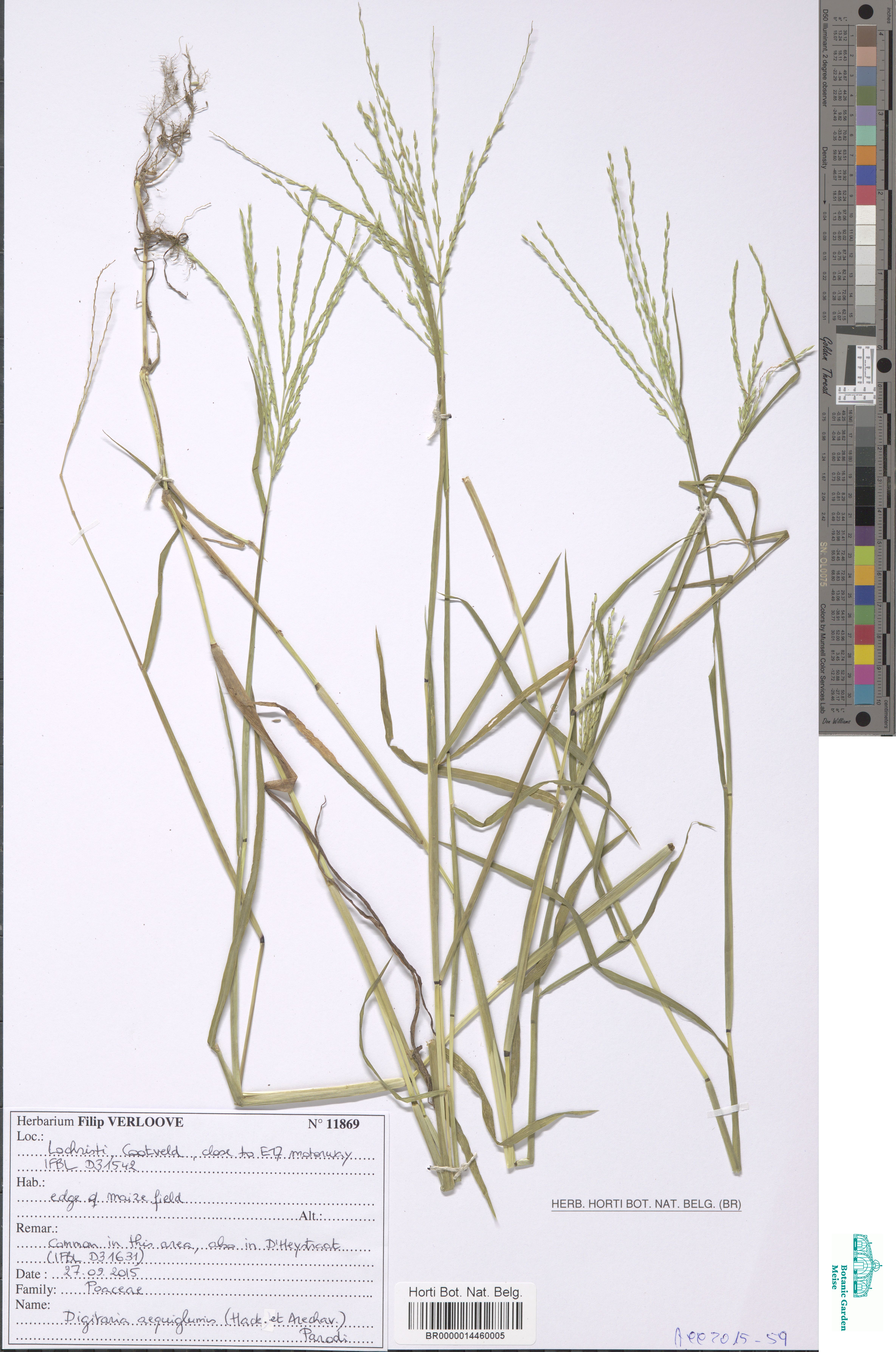
Digitaria aequiglumis

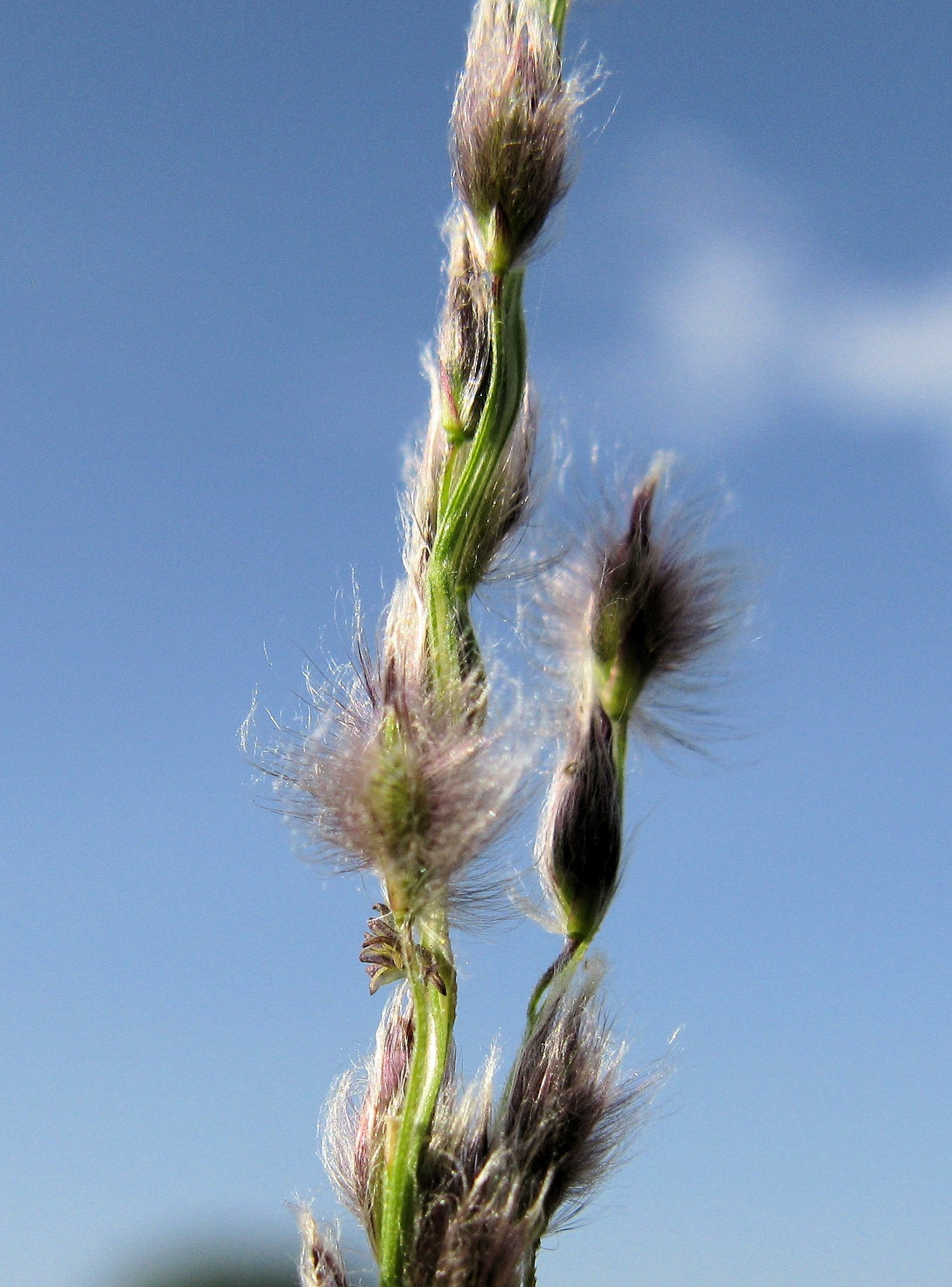
Blütenstand von Digitaria brownii

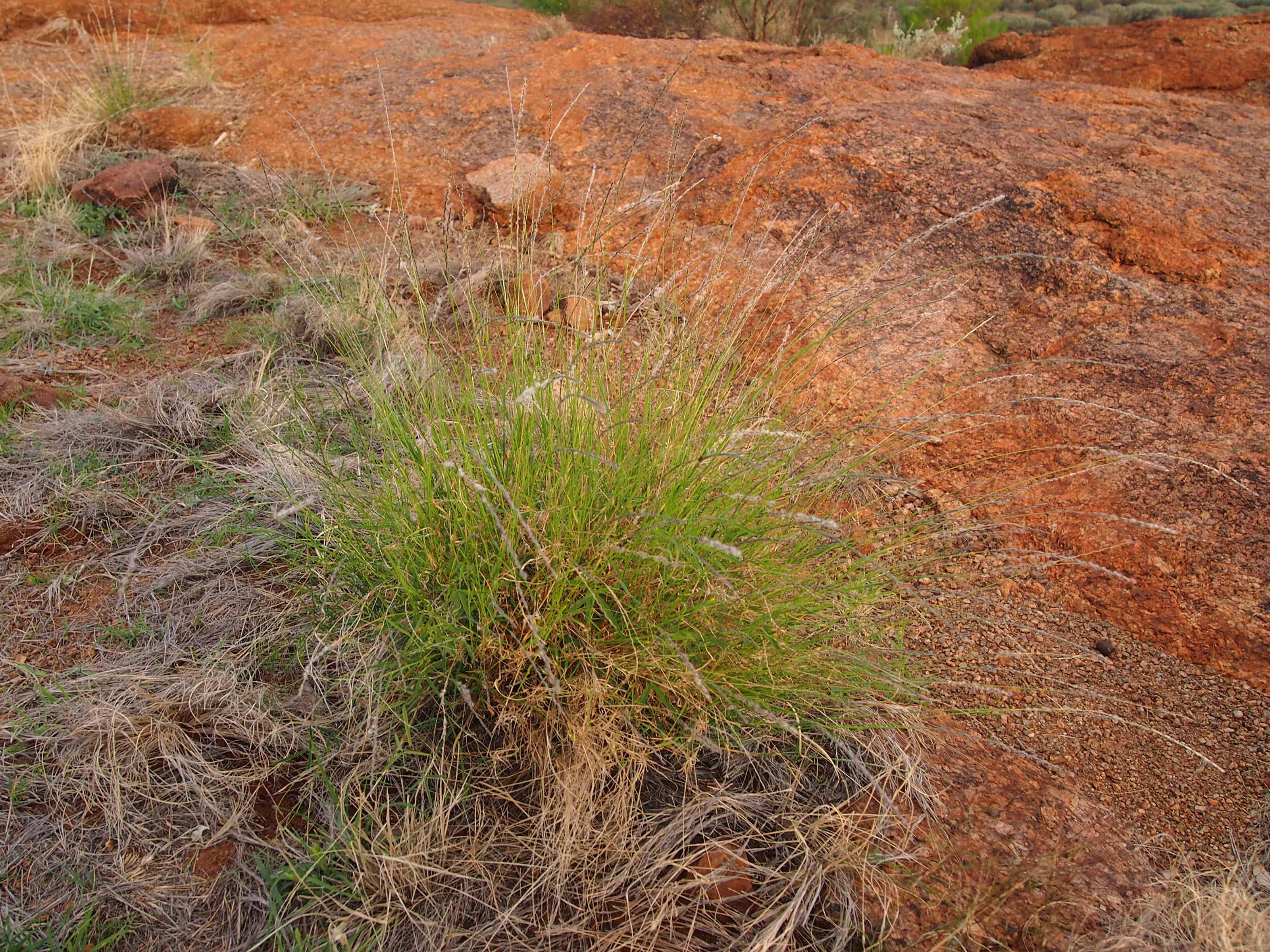
Habitus von Digitaria brownii im Habitat

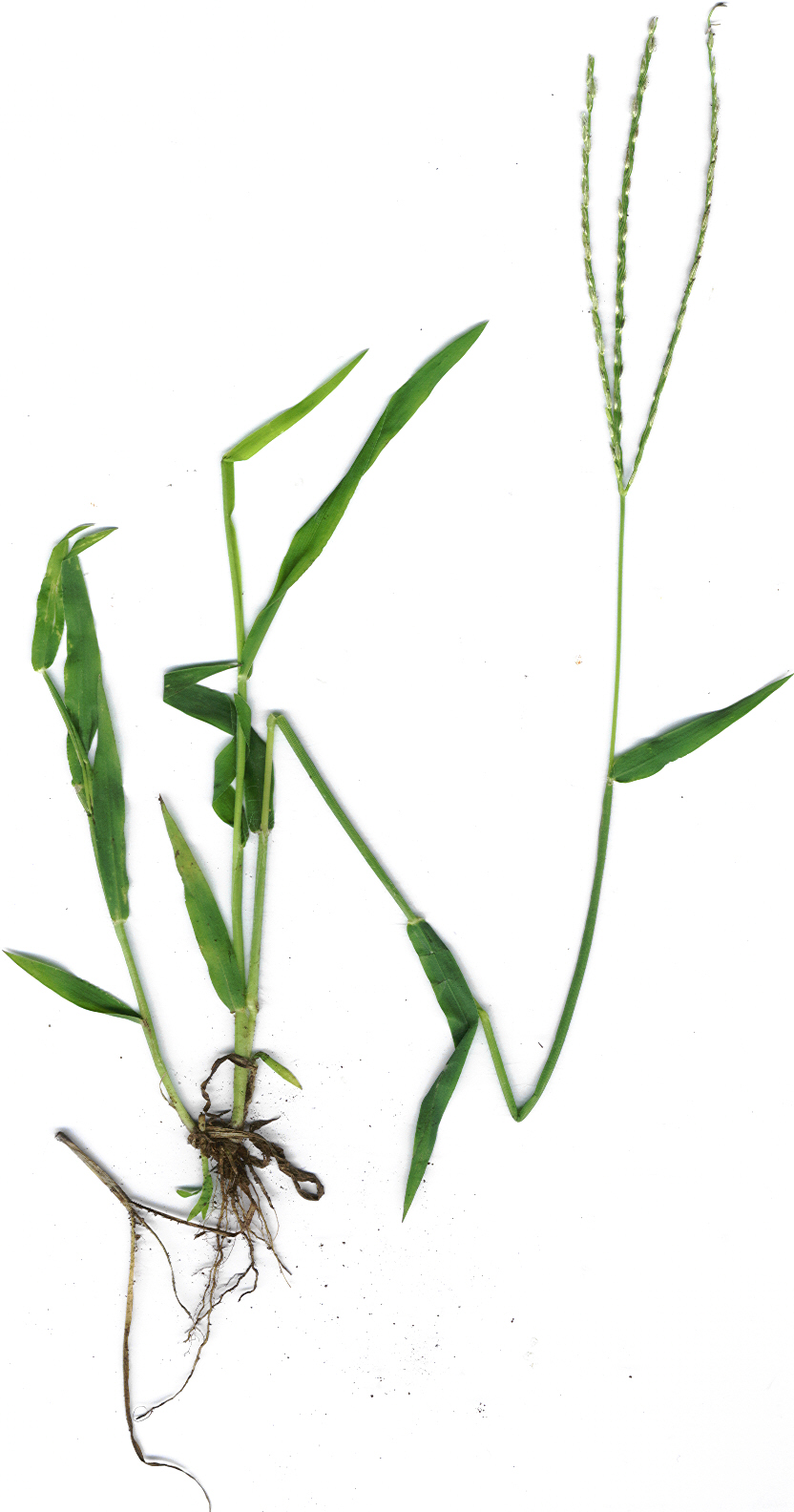
Habitus der Glattspelzen-Fingerhirse (Digitaria ciliaris)

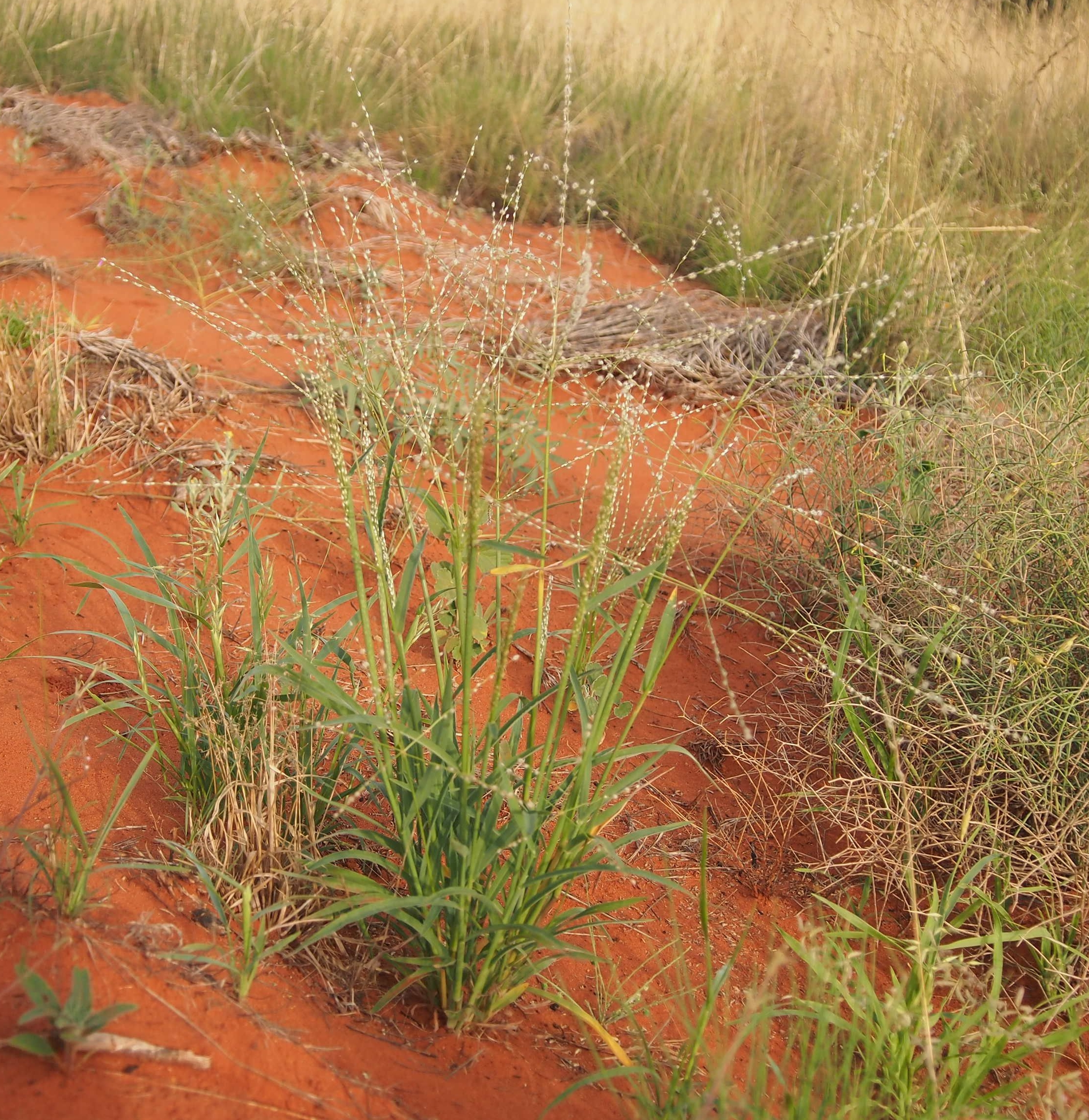
Habitus von Digitaria coenicola im Habitat

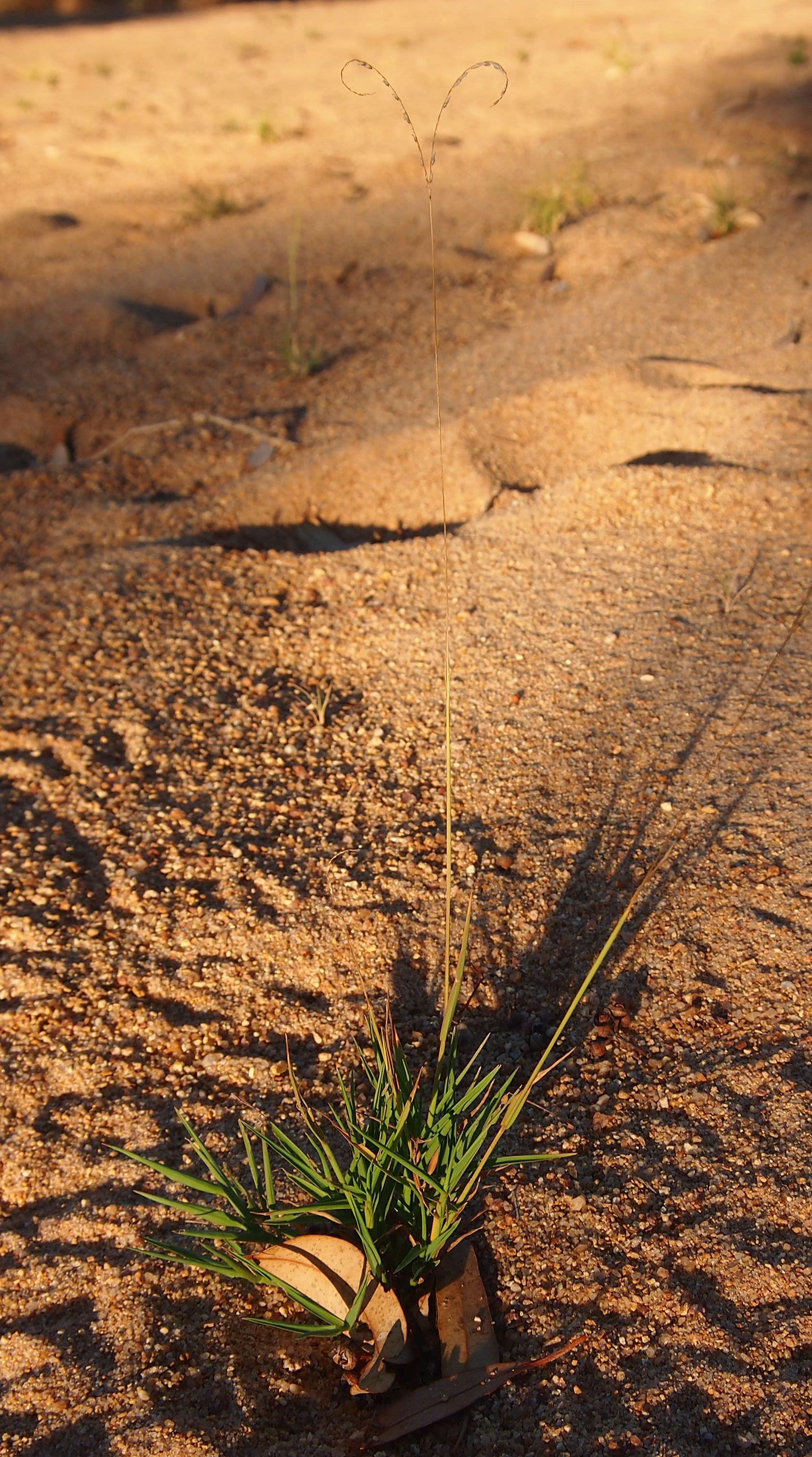
Habitus von Digitaria ctenantha im Habitat

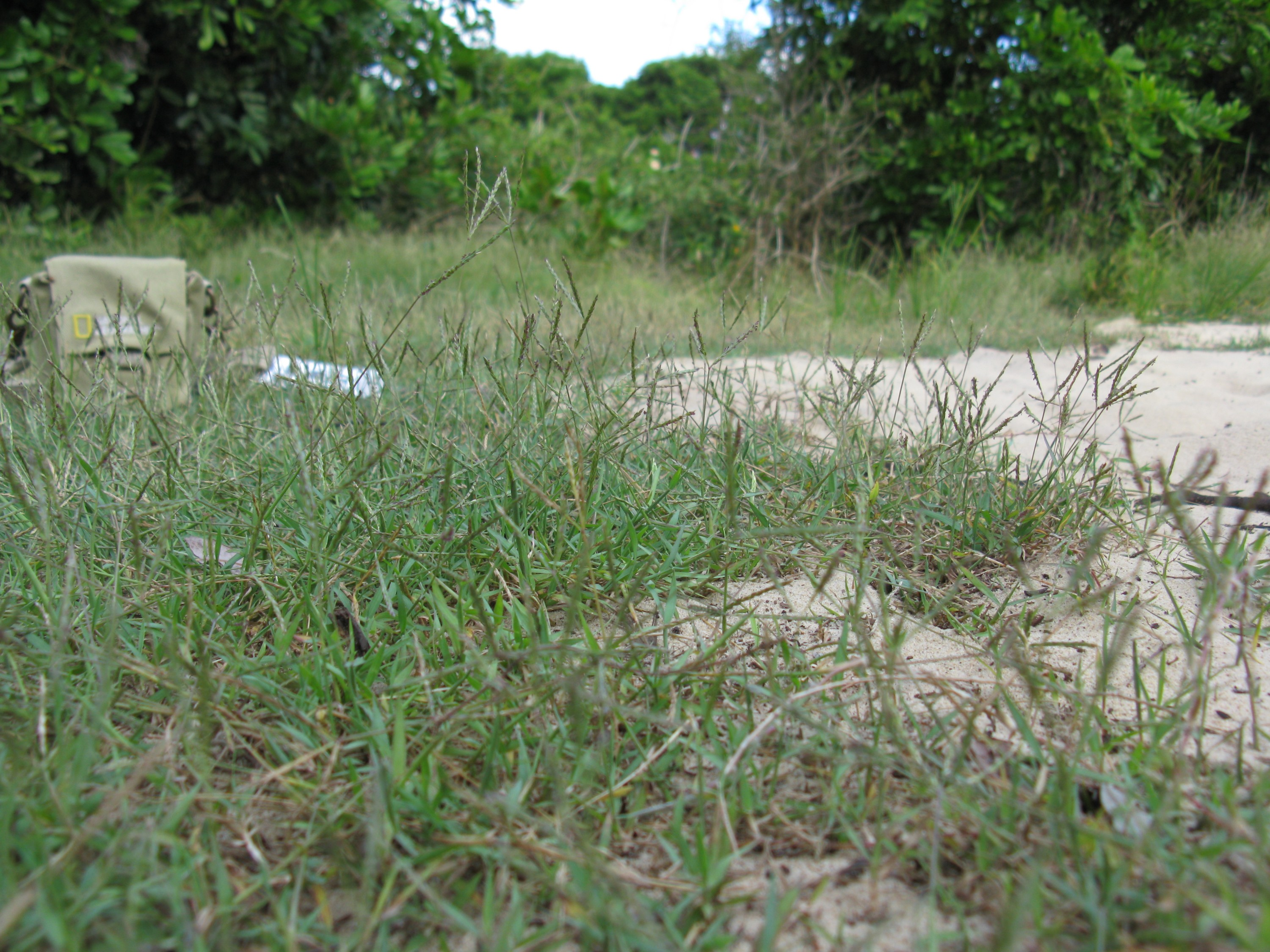
Habitus von Digitaria didactyla im Habitat

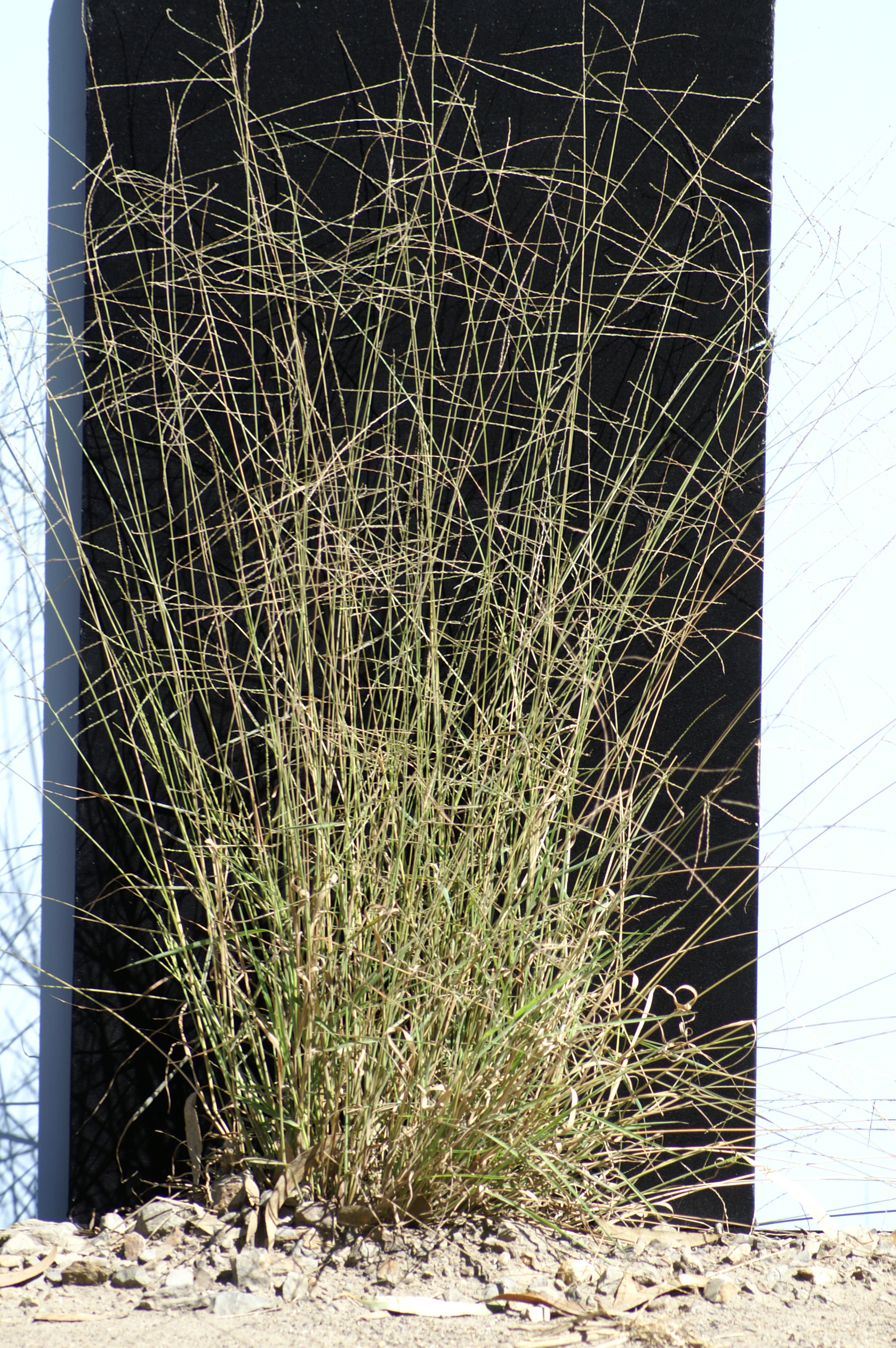
Habitus von Digitaria divaricatissima

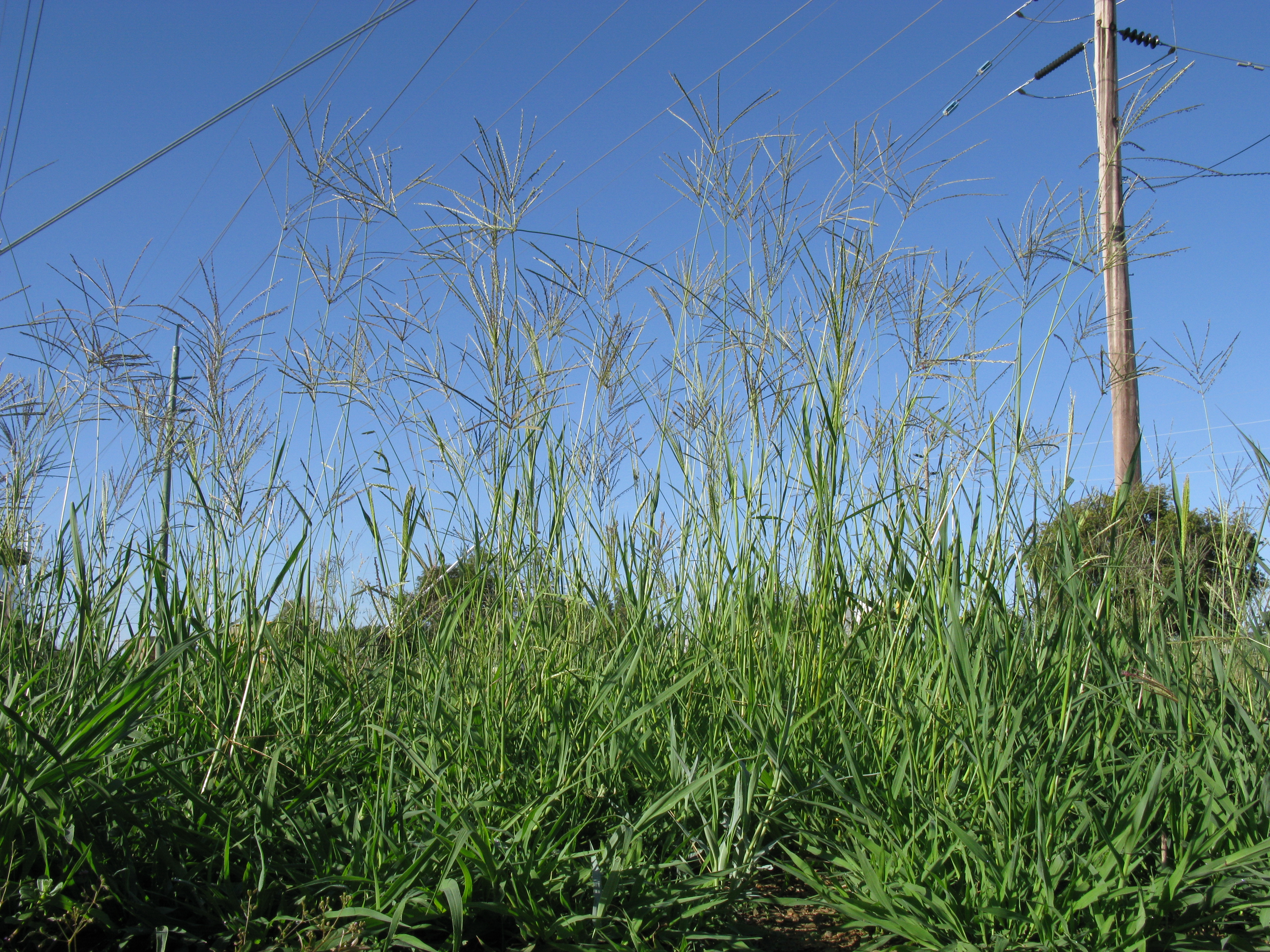
Habitus von Digitaria eriantha im Habitat

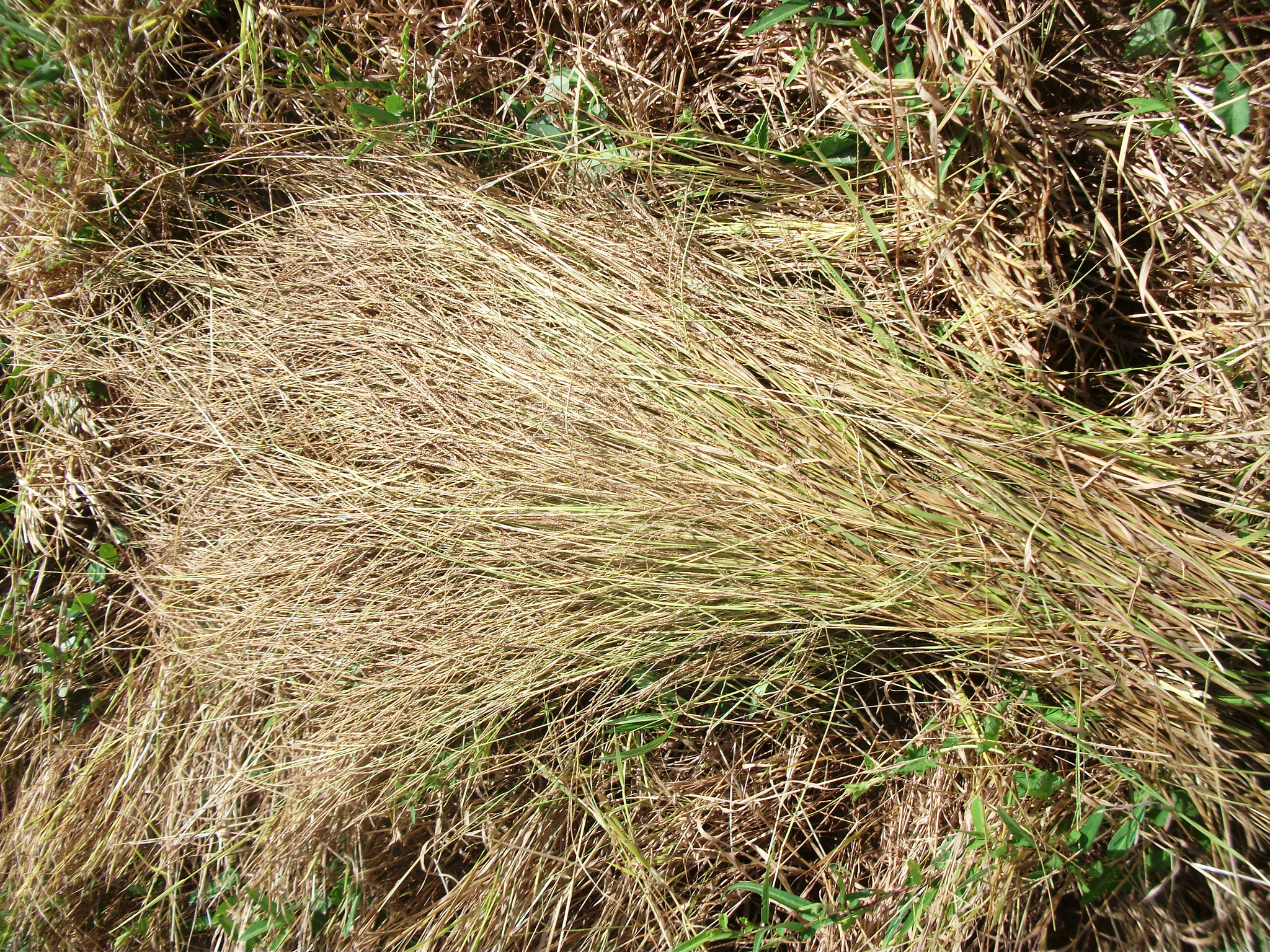
Abgeschnittene Foniohirse (Digitaria exilis)

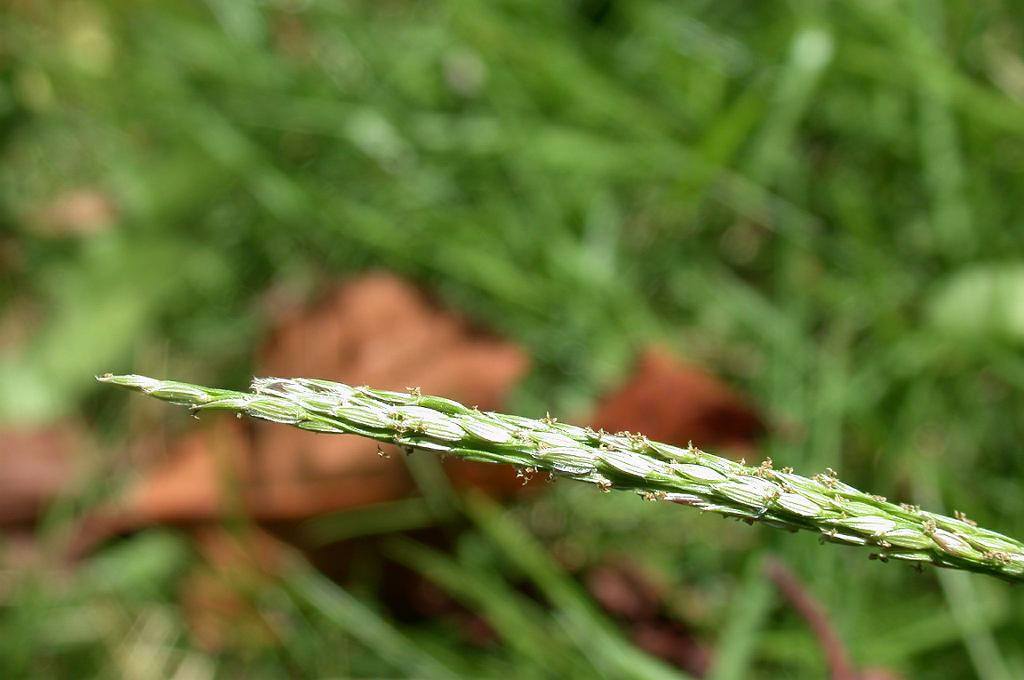
Blütenstand von Digitaria henryi

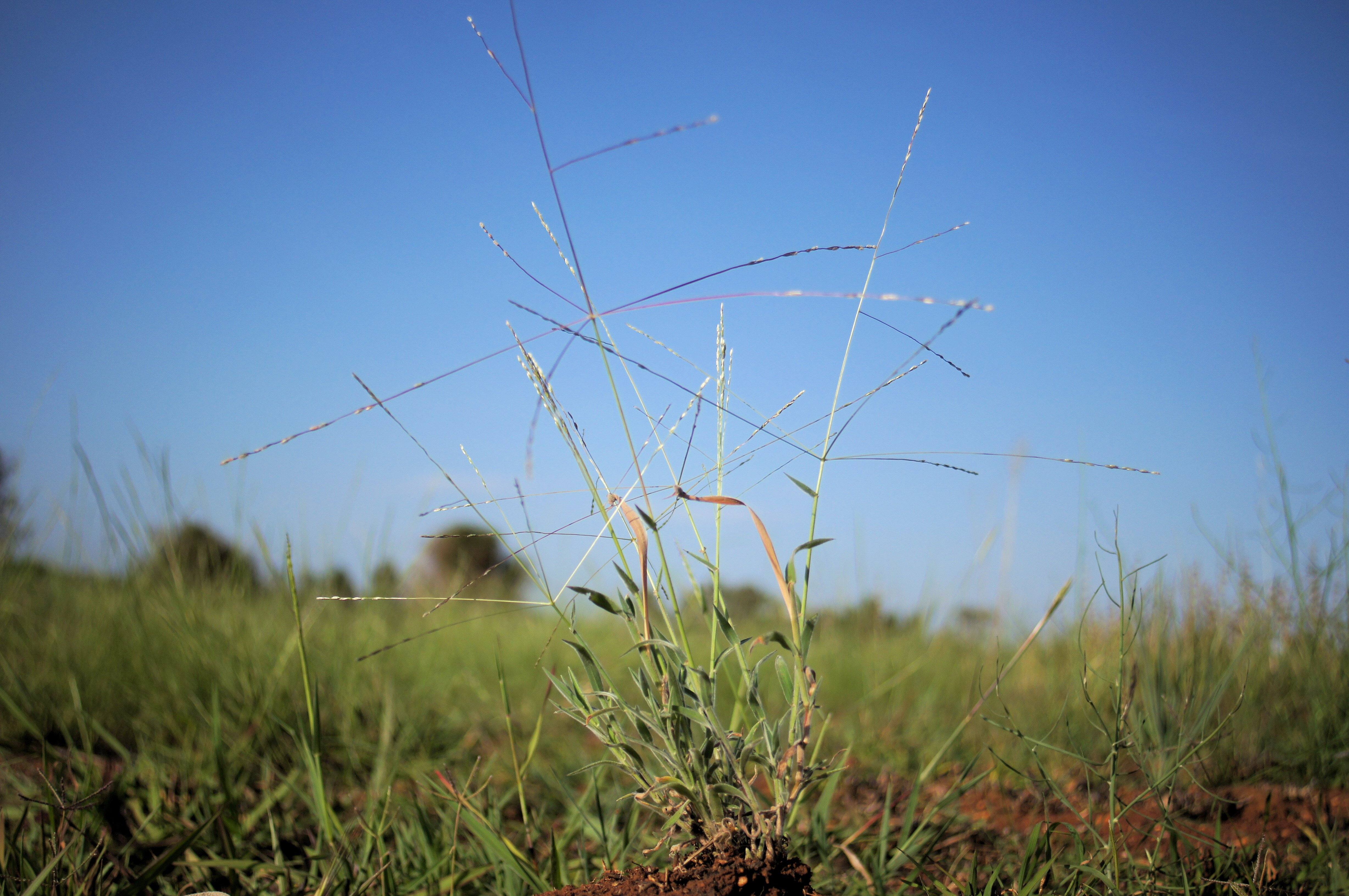
Habitus von Digitaria hystrichoides

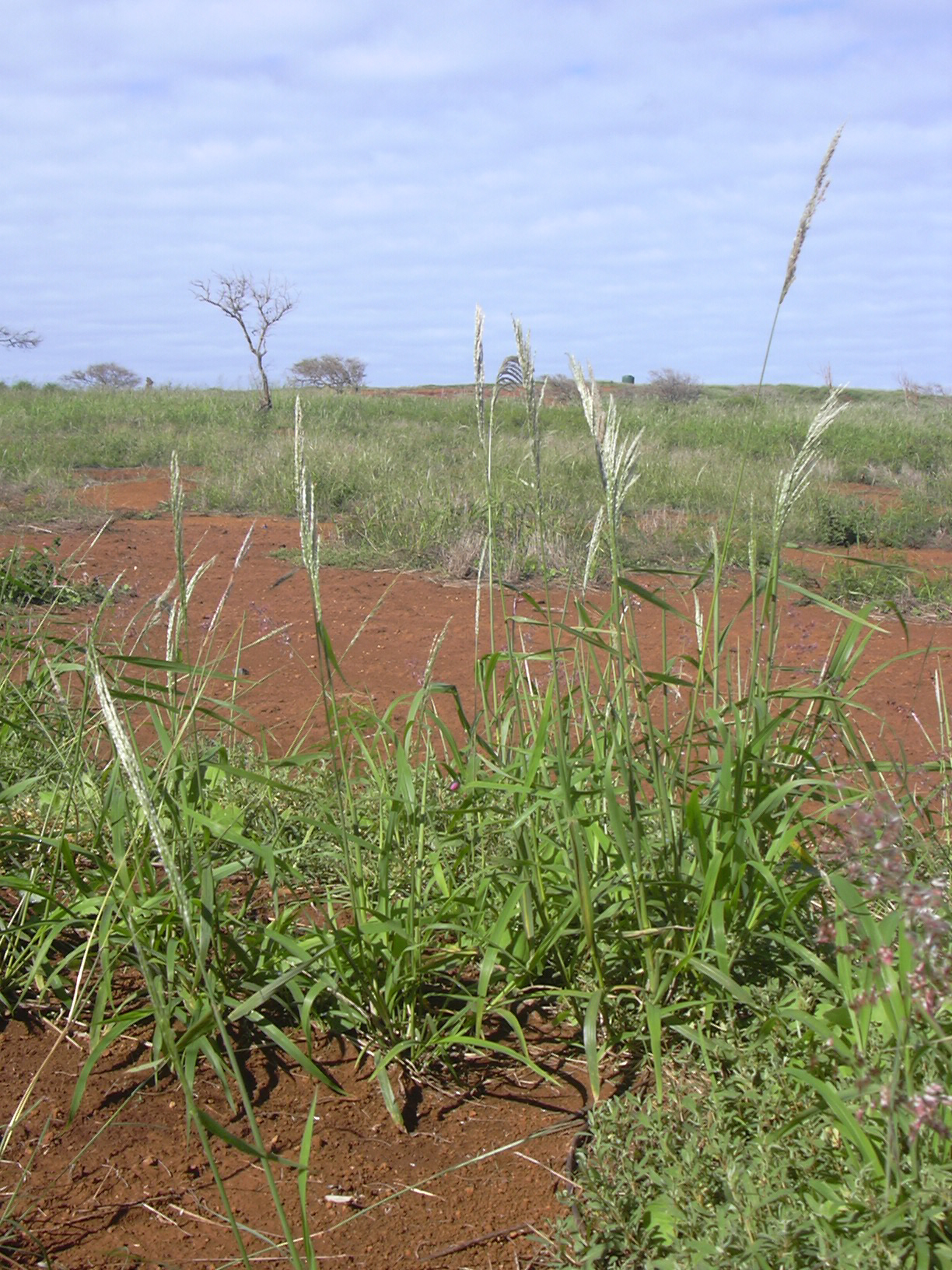
Habitus von Digitaria insularis

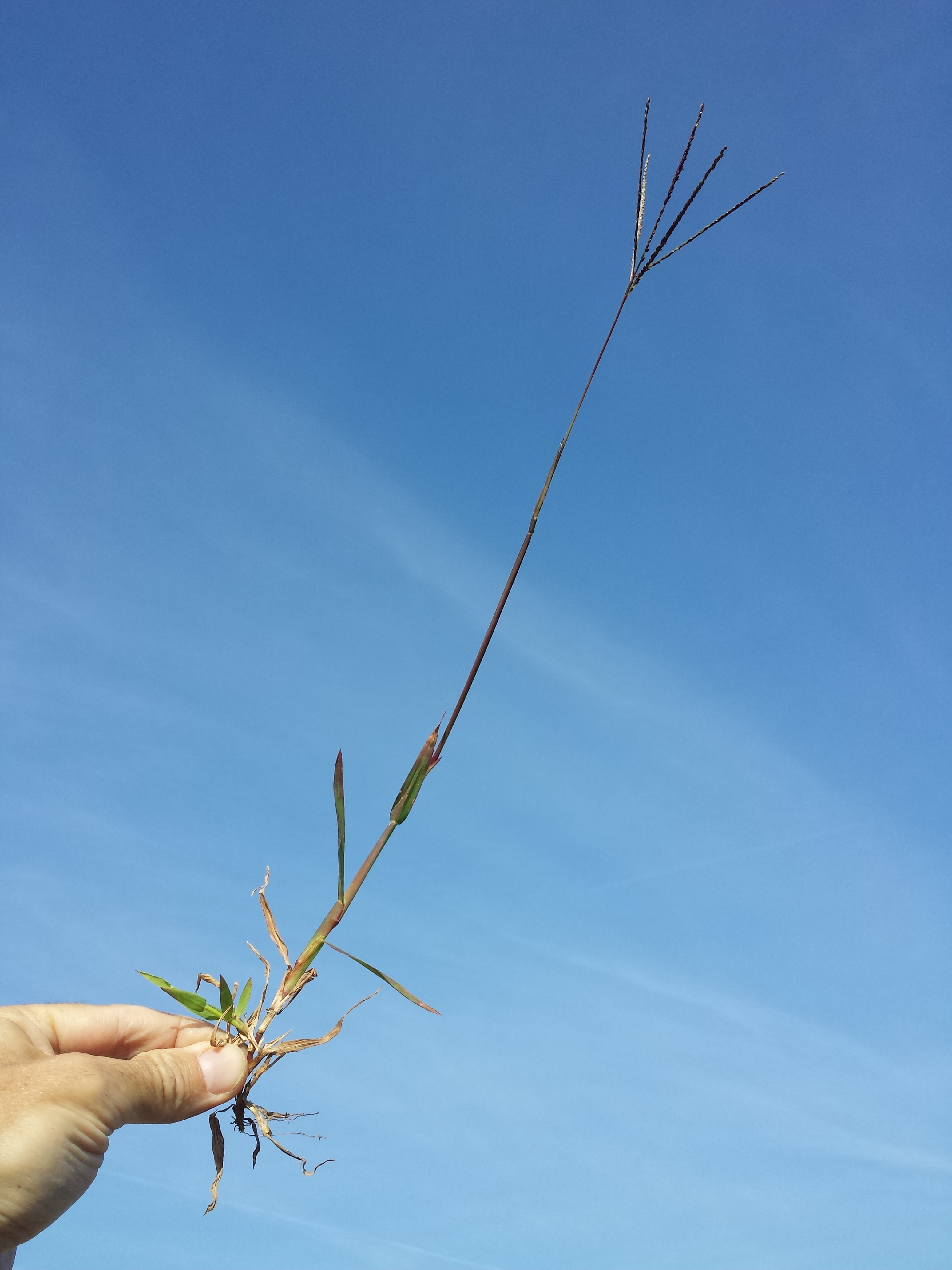
Habitus von Digitaria ischaemum

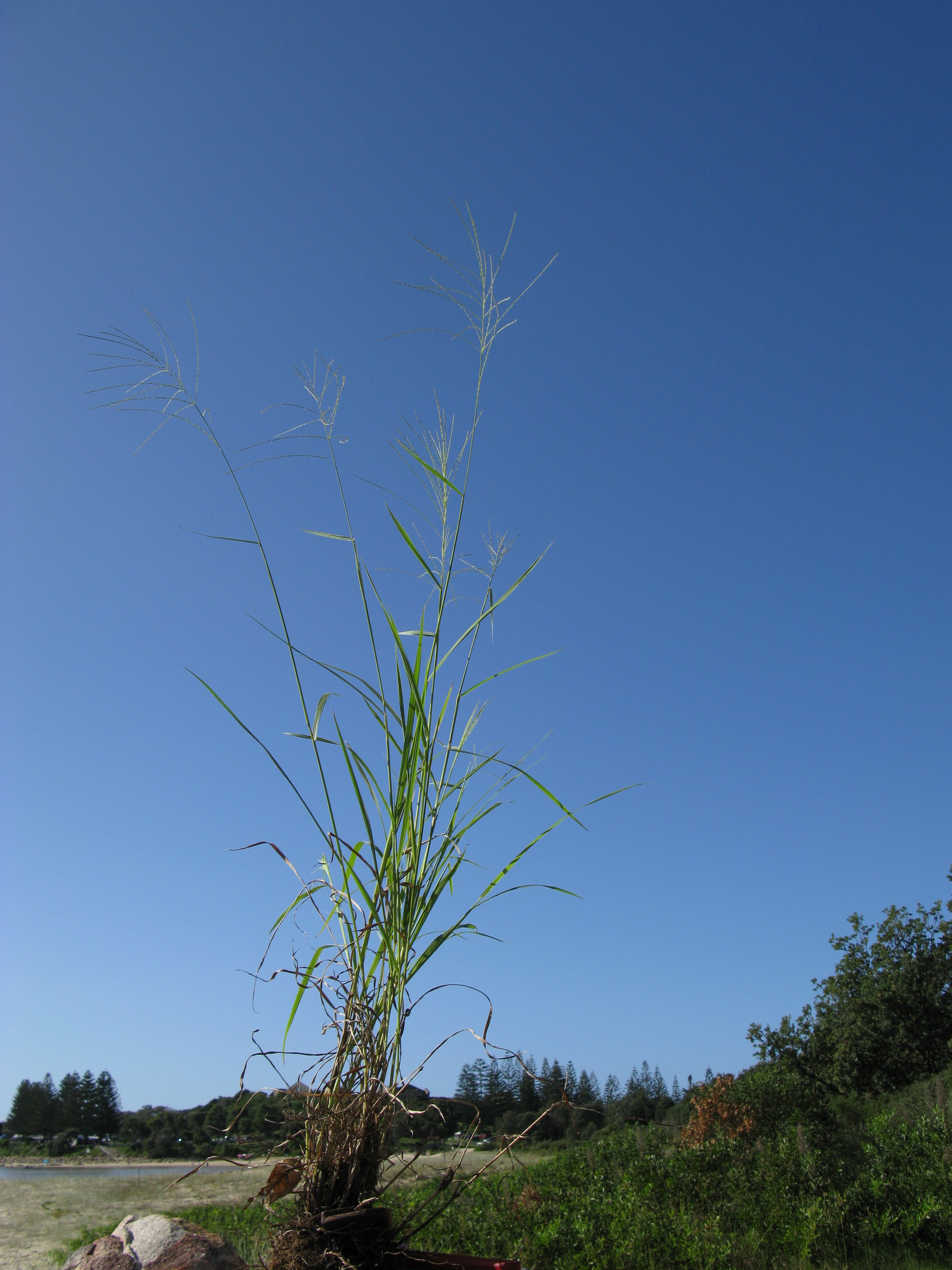
Habitus von Digitaria parviflora

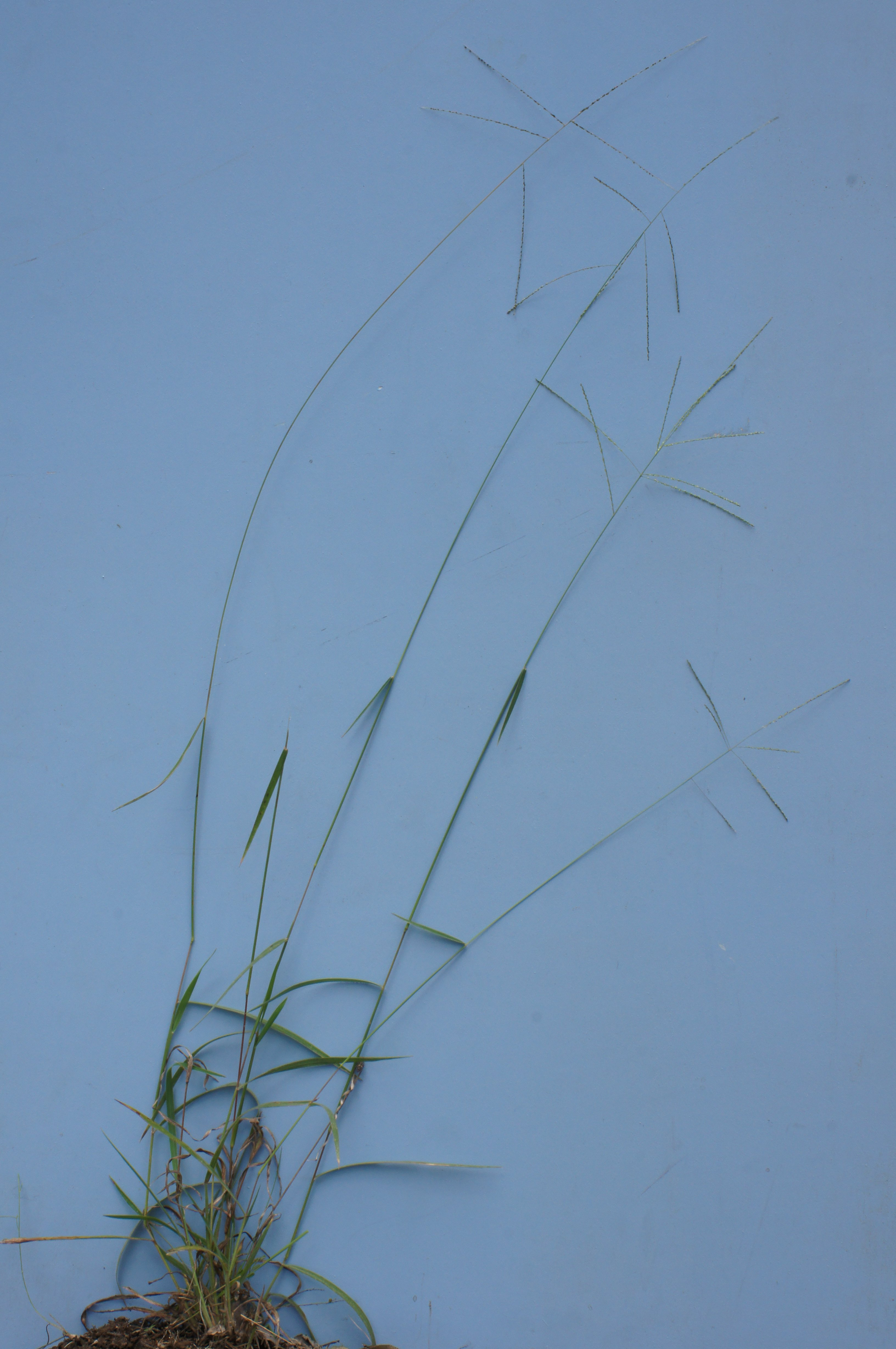
Habitus von Digitaria ramularis

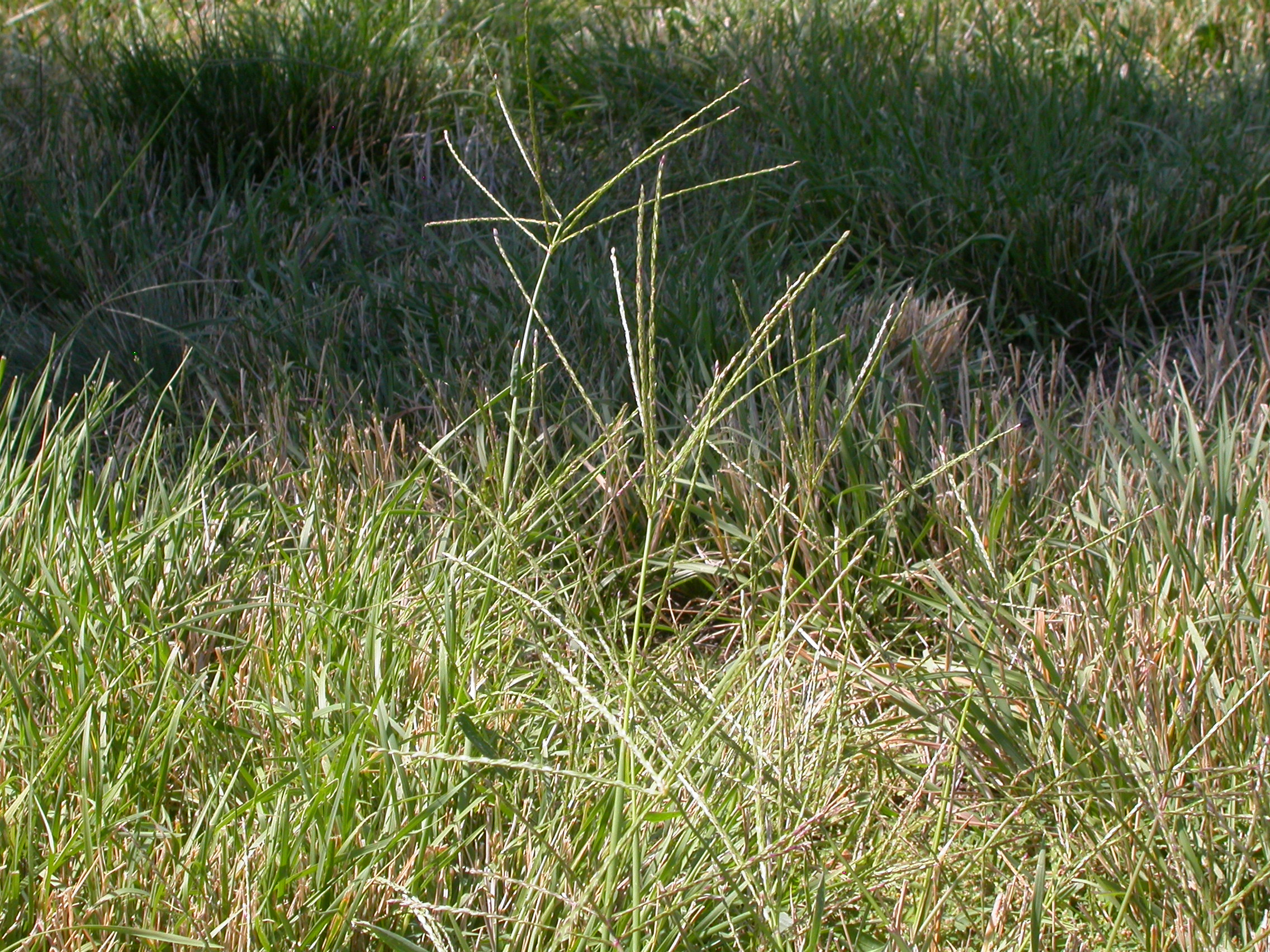
Blutrote Fingerhirse (Digitaria sanguinalis)

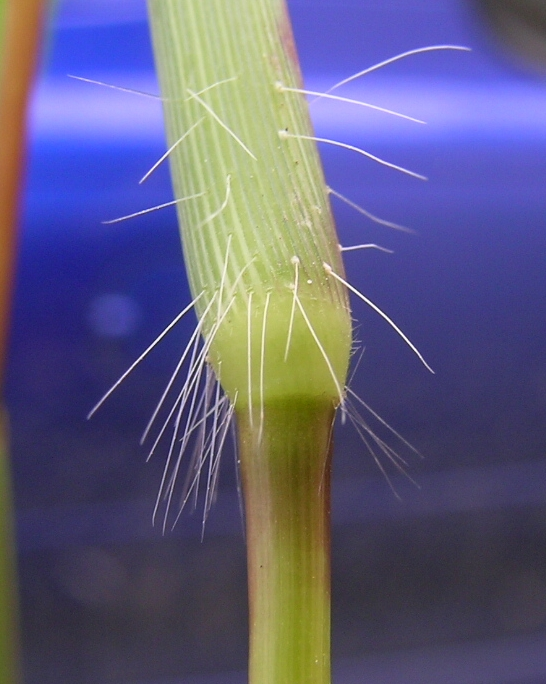
Knoten der Blutroten Fingerhirse (Digitaria sanguinalis)

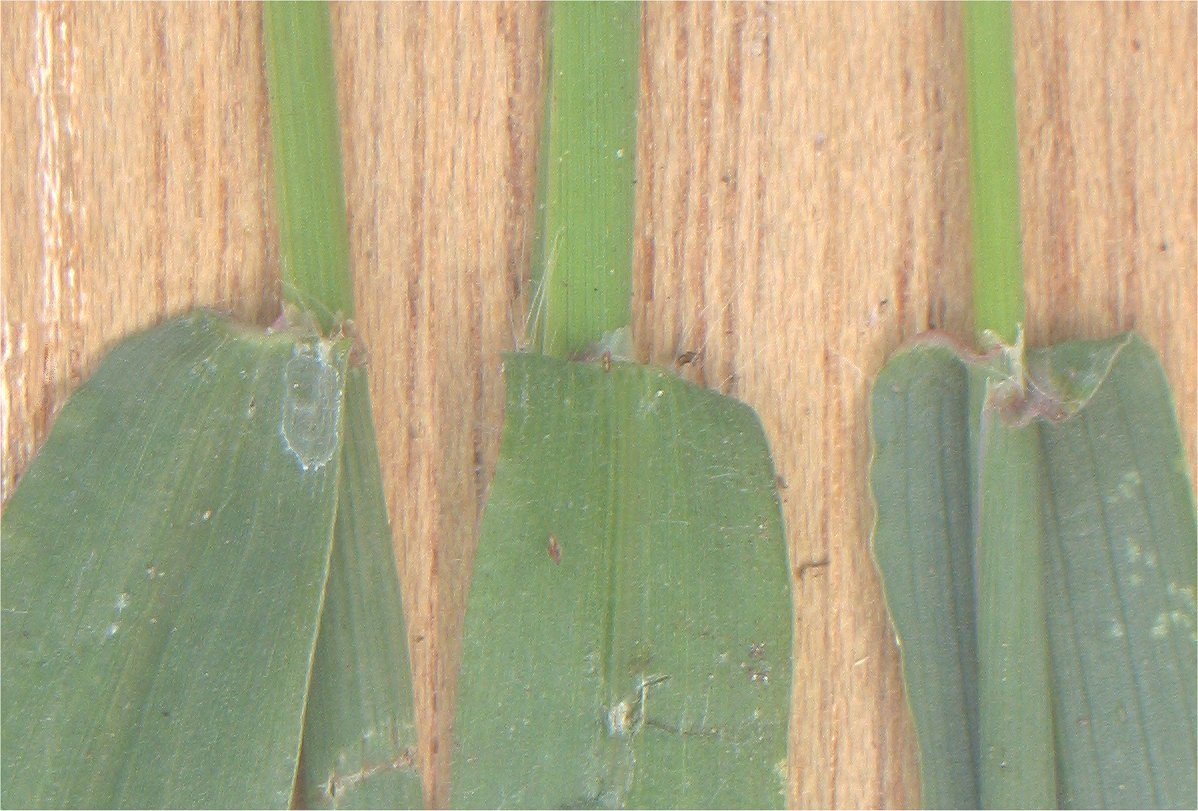
Blatthäutchen der Blutroten Fingerhirse (Digitaria sanguinalis)

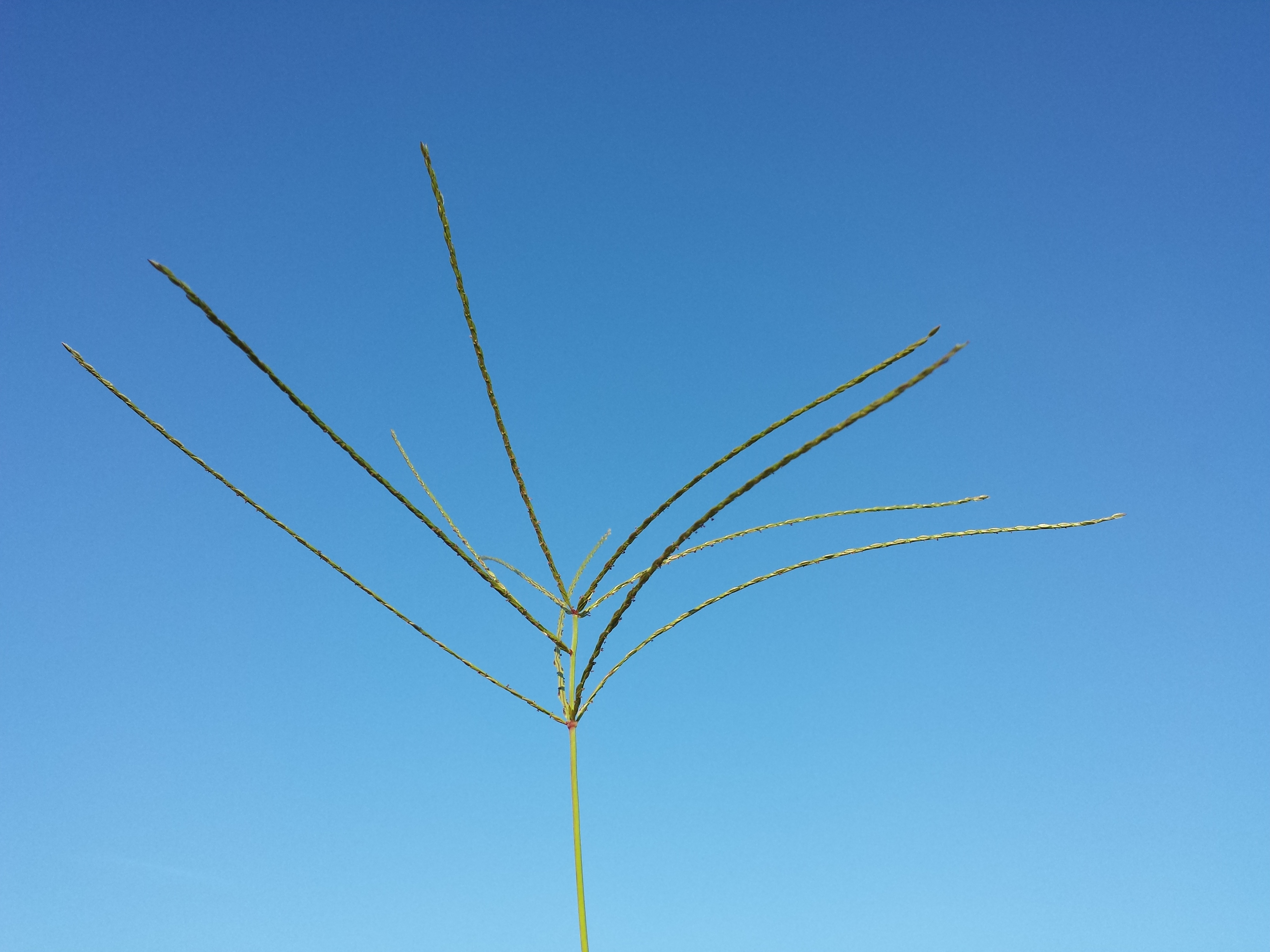
Blütenstand von Digitaria sanguinalis subsp. sanguinalis

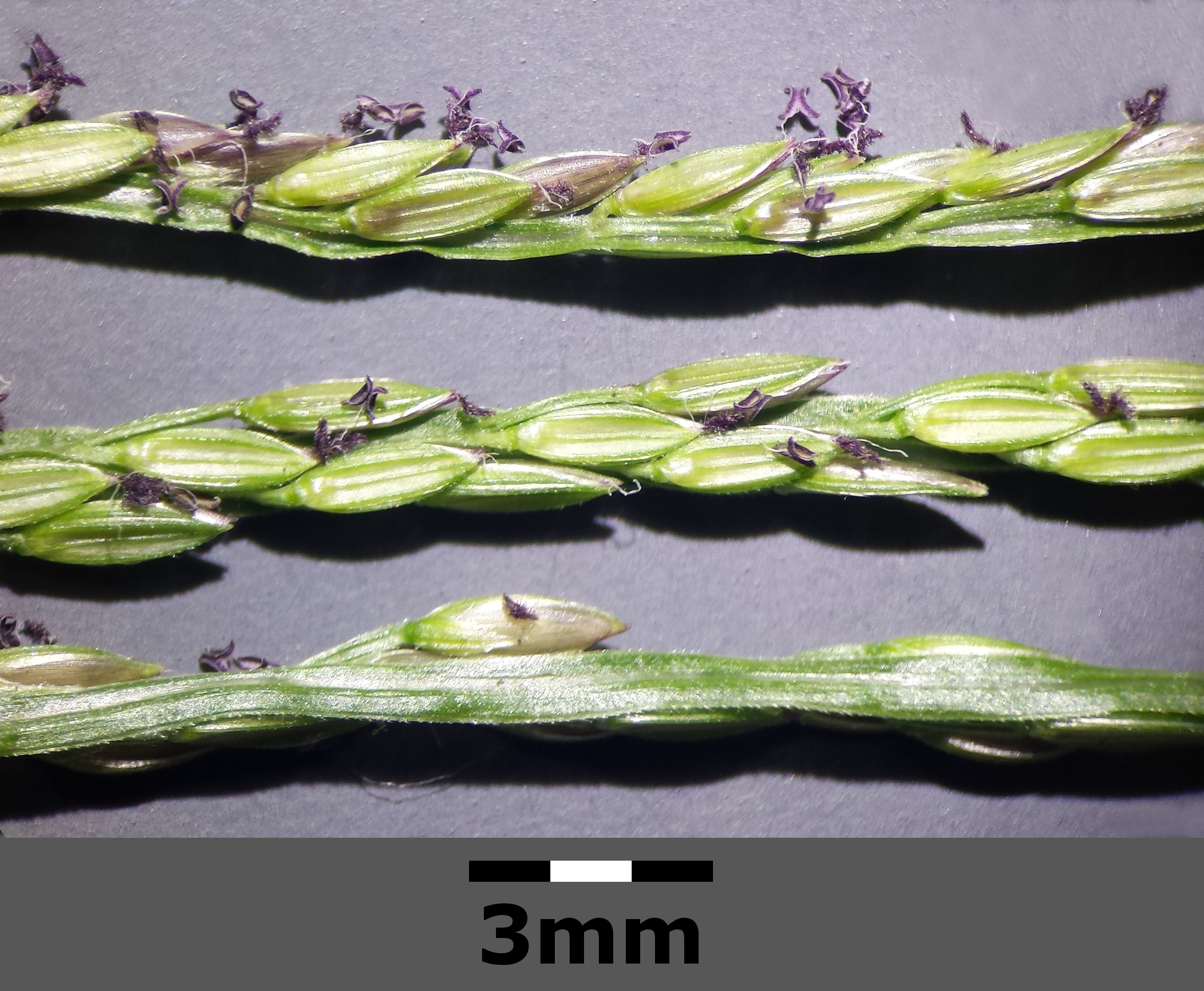
Ausschnitte von Blütenständen mit Ährchen von Digitaria sanguinalis subsp. sanguinalis

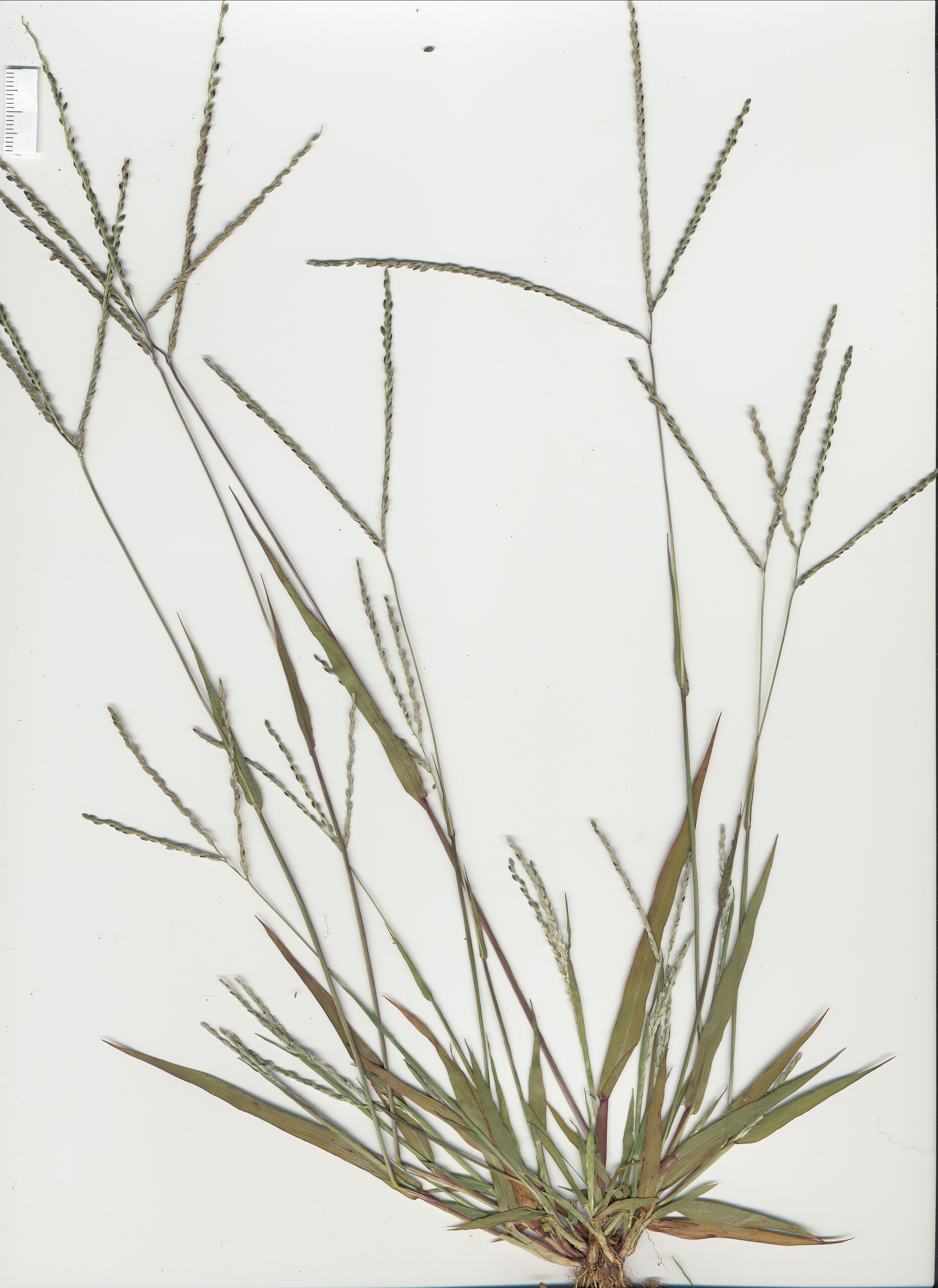
Habitus von Digitaria ternata

Es gibt 220 bis 330 Digitaria-Arten:
- Digitaria abludens (Roem. & Schult.) Veldkamp: Sie kommt in Pakistan, Indien, Nepal, Bhutan, Indonesien, Malaysia, Thailand, Myanmar, auf den Philippinen und in China vor.[6]
- Digitaria abyssinica (A.Rich.) Stapf (Syn.: Digitaria effusa Veldkamp, Digitaria hentyi Veldkamp): Sie kommt in Afrika und auf Sri Lanka vor.[6]
- Digitaria acuminatissima Stapf: Sie kommt im tropischen und im südlichen Afrika vor.[6]
- Digitaria adamaouensis Zon: Sie kommt in Kamerun vor.[6]
- Digitaria aequiglumis (Hack. & Arechav.) Parodi: Sie kommt in Panama und in Südamerika vor.[6]
- Digitaria albescens (C.E.Hubb.) Lo Medico & A.S.Vega (Syn.: Megaloprotachne albescens C.E.Hubb., Megaloprotachne glabrescens Roiv.): Sie kommt vom südlichen tropischen Afrika bis ins südliche Afrika vor. Diese Neukombination erfolgte 2017.[1][3]
- Digitaria alleizettei A.Camus: Sie kommt in Madagaskar vor.[6]
- Digitaria ammophila (Benth.) Hughes: Sie kommt in Australien vor.[6]
- Digitaria andicola Gir.-Cañas: Sie kommt in Kolumbien und in Venezuela vor.[6]
- Digitaria andringitrensis A.Camus: Sie kommt in Madagaskar vor.[6]
- Digitaria angolensis Rendle: Sie kommt in Tansania, Angola, Sambia, Simbabwe, Burundi und in der Demokratischen Republik Kongo vor.[6]
- Digitaria ankaratrensis A.Camus: Sie kommt in Madagaskar vor.[6]
- Digitaria appropinquata Goetgh.: Sie kommt in Mosambik vor.[6]
- Digitaria arenicola (Swallen) Beetle: Sie kommt im südöstlichen Texas vor.[6]
- Digitaria argillacea (Hitchc. & Chase) Fernald: Sie kommt in Mexiko, in Mittelamerika, in der Karibik und in Kolumbien, Ecuador, Venezuela und Peru vor.[6]
- Digitaria argyrograpta (Nees) Stapf: Sie kommt in Mosambik, Eswatini und Südafrika vor.[6]
- Digitaria argyrotricha (Andersson) Chiov.: Sie kommt in Kenia, Tansania, Ghana und Mosambik vor.[6]
- Digitaria aridicola Napper: Sie kommt in Kenia vor.[6]
- Digitaria aristulata (Steud.) Stapf: Sie kommt in Senegal vor.[6]
- Digitaria arushae Clayton: Sie kommt in Kenia und Tansania vor.[6]
- Digitaria asthenes Clayton: Sie kommt in Tansania und in Sambia vor.[6]
- Digitaria atra Luces: Sie kommt in Venezuela vor.[6]
- Digitaria atrofusca (Hack.) A.Camus: Sie kommt in Madagaskar vor.[6]
- Digitaria badia (Scribn. & Merr.) Fernald: Sie kommt in Mexiko, Honduras und in Panama vor.[6]
- Digitaria baileyi (Benth.) Hughes: Sie kommt in Queensland vor.[6]
- Digitaria bakeri (Nash) Fernald: Sie kommt in Florida, Mexiko, Honduras und Panama vor.[6]
- Digitaria balansae Henrard: Sie kommt in Argentinien, Brasilien und Paraguay vor.[6]
- Digitaria barbinodis Henrard: Sie kommt im Sudan vor.[6]
- Digitaria basaltica B.K.Simon[1]
- Digitaria bicornis (Lam.) Roem. & Schult.: Sie kommt ursprünglich im tropischen Asien, in China und Australien vor und ist in Nord-, Mittel- und Südamerika ein Neophyt.[6]
- Digitaria bidactyla Van der Veken: Sie kommt in Sambia vor.[6]
- Digitaria bonplandii Henrard: Sie kommt in Brasilien und in Paraguay vor.[6]
- Digitaria bosseri Voronts.: Sie wurde 2017 aus Madagaskar erstbeschrieben.[1]
- Digitaria brazzae (Franch.) Stapf: Sie kommt in Tansania, Botswana, Südafrika und in der Demokratischen Republik Kongo vor.[6]
- Digitaria breedlovei R.W.Pohl & Davidse: Sie kommt in Mexiko vor.[6]
- Digitaria breviglumis (Domin) Henrard: Sie kommt in Australien vor.[6]
- Digitaria brownii (Roem. & Schult.) Hughes: Sie kommt in Australien vor.[6]
- Digitaria brunoana Raimondo: Sie kommt in Somalia vor.[6]
- Digitaria calcarata Clayton: Sie kommt in Sambia vor.[6]
- Digitaria caledonica Henrard: Sie kommt in Neukaledonien vor.[6]
- Digitaria californica (Benth.) Henrard: Sie kommt in den Vereinigten Staaten, in Mexiko und in Südamerika vor.[6]
- Digitaria cardenasiana Gir.-Cañas: Sie wurde 2002 aus Kolumbien erstbeschrieben.[1][6]
- Digitaria catamarcensis Rúgolo: Sie kommt in Bolivien und in Argentinien vor.[6]
- Digitaria cayoensis Swallen: Sie kommt in Mexiko, Guatemala, Honduras, Belize und in Panama vor.[6]
- Digitaria chacoensis (Parodi) Henrard: Sie kommt in Argentinien vor.[6]
- Digitaria chaseae Henrard: Sie kommt in Brasilien vor.[6]
- Glattspelzen-Fingerhirse (Digitaria ciliaris (Retz.) Koeler, Syn.: Digitaria henryi Rendle): Sie gedeiht in den Subtropen und Tropen von Afrika, Asien, Nord-, Mittel- und Südamerika.[6] In Europa kommt sie ursprünglich nur in Russland vor.[6] Sie ist in Südeuropa ein Neophyt. Die Vorkommen in Deutschland, Kärnten, Steiermark und Südtirol sind unbeständig.[4][7]
- Digitaria clarkiae Sánchez-Ken: Sie wurde 2017 aus dem südlichen bis südwestlichen Mexiko erstbeschrieben.[1]
- Digitaria clavitricha R.W.Pohl: Sie kommt in Panama vor.[6]
- Digitaria coenicola (F.Muell.) Hughes: Sie kommt in Australien vor.[6]
- Digitaria cognata (Schult.) Pilg.: Sie kommt in Nordamerika vor.[6]
- Digitaria comifera Pilg.: Sie kommt im tropischen und im südlichen Afrika vor.[6]
- Digitaria compacta (Roth ex Roem. & Schult.) Veldkamp: Sie kommt in Indien vor.[6]
- Digitaria complanata Goetgh.: Sie kommt in Sambia vor.
- Digitaria compressa Stapf: Sie kommt in Simbabwe und in Burundi vor.[6]
- Digitaria connivens (Trin.) Henrard: Sie kommt in Brasilien vor.[6]
- Digitaria corynotricha (Hack.) Henrard: Sie kommt in Brasilien vor.[6]
- Digitaria costaricensis R.W.Pohl: Sie kommt in Costa Rica, Guatemala und El Salvador vor.[6]
- Digitaria cowiei B.K.Simon: Sie wurde 2010 aus dem nördlichen-zentralen Northern Territory erstbeschrieben.[1]
- Digitaria cruciata (Nees) A.Camus: Sie kommt in Indien, Nepal, Myanmar und Vietnam vor.[6]
- Digitaria ctenantha (F.Muell.) Hughes: Sie kommt in Australien vor.[6]
- Digitaria curtigluma Hitchc.: Sie kommt in Mexiko, Honduras und Panama vor.[6]
- Digitaria curvinervis (Hack.) Fernald: Sie kommt in der Karibik, in Honduras, Kolumbien, Ecuador, Peru und Venezuela vor.[6]
- Digitaria cuyabensis (Trin.) Parodi: Sie kommt in Südamerika vor.[6]
- Digitaria debilis (Desf.) Willd.: Sie kommt in Afrika, Madagaskar, im nordwestlichen Spanien, in Portugal und im westlichen Italien vor.[6]
- Digitaria delicata Goetgh.: Sie kommt in Mali vor.[6]
- Digitaria delicatula Stapf: Sie kommt in Kamerun und im tropischen Westafrika vor.[6]
- Digitaria diagonalis (Nees) Stapf: Sie kommt im tropischen und im südlichen Afrika vor.[6]
- Digitaria didactyla Willd.: Sie kommt ursprünglich in Mauritius und Réunion vor und ist in Australien, Malaysia und Puerto Rico eingebürgert.[6]
- Digitaria diffusa Vickery: Sie kommt in Australien vor.[6]
- Digitaria dioica Killeen & Rúgolo: Sie kommt in Kolumbien, Brasilien und in Bolivien vor.[6]
- Digitaria distans (Chase) Fernald: Sie kommt in Mexiko vor.[6]
- Digitaria divaricatissima (R.Br.) Hughes: Sie kommt in Australien vor.[6]
- Digitaria diversinervis (Nees) Stapf: Sie kommt in Eswatini und in Südafrika vor.[6]
- Digitaria doellii Mez: Sie kommt in Brasilien vor.[6]
- Digitaria dolleryi B.K.Simon[1]
- Digitaria dunensis Goetgh.: Sie kommt in Malawi vor.[6]
- Digitaria duthieana Henrard ex Bor: Sie kommt in Indien vor.[6]
- Digitaria eggersii (Hack.) Henrard: Sie kommt in der Karibik vor.[6]
- Digitaria ekmanii Hitchc.: Sie kommt in Kuba und in Puerto Rico vor.[6]
- Digitaria eminens (Steud.) Backer[1]
- Digitaria enodis (Hack.) Parodi: Sie kommt in Uruguay und in Brasilien vor.[6]
- Digitaria eriantha Steud.: Sie kommt ursprünglich im südlichen tropischen und im südlichen Afrika vor.[6]
- Digitaria eriostachya Mez: Sie kommt in Brasilien, Argentinien, Paraguay und in Uruguay vor.[6]
- Digitaria evrardii Van der Veken: Sie kommt in der Demokratischen Republik Kongo vor.[6]
- Foniohirse (Digitaria exilis (Kippist) Stapf): Sie ist vom tropischen Westafrika bis Kamerun verbreitet.[1]
- Digitaria eylesii C.E.Hubb.: Sie kommt in Namibia, Eswatini, Botswana und in Südafrika vor.[6]
- Digitaria fauriei Ohwi: Sie kommt in Taiwan vor.[6]
- Digitaria fiebrigii (Hack.) A.Camus[1]
- Digitaria filiformis (L.) Koeler: Sie kommt in den Vereinigten Staaten, in Mexiko, Brasilien, Bolivien, Argentinien und in Paraguay vor.[6]
- Digitaria flaccida Stapf[1]
- Digitaria floridana Hitchc.: Sie kommt in Florida vor.[6]
- Digitaria fragilis (Steud.) Luces[1]
- Digitaria fujianensis (Liou) S.M.Phillips & S.L.Chen[1]
- Digitaria fulva Bosser[1]
- Digitaria fuscescens (J.Presl) Henrard: Sie kommt im tropischen Asien und in Bolivien vor.[6]
- Digitaria fuscopilosa Goetgh.[1]
- Digitaria gardneri Henrard[1]
- Digitaria gaudichaudii (Kunth) Henrard[1]
- Digitaria gayana (Kunth) A.Chev.: Sie kommt im tropischen und im südlichen Afrika vor.[6]
- Digitaria gazensis Rendle (Syn.: Digitaria herpoclados Pilg.): Sie kommt im tropischen Afrika vor.[6]
- Digitaria gentilis Henrard[1]
- Digitaria gerdesii (Hack.) Parodi[1]
- Digitaria gibbosa (R.Br.) P.Beauv.[1]
- Digitaria glauca A.Camus: Sie kommt in Madagaskar vor.[1]
- Digitaria gracillima (Scribn.) Fernald[1]
- Digitaria griffithii (Hook. f.) Henrard[1]
- Digitaria gymnostachys Pilg.[1]
- Digitaria gymnotheca Clayton[1]
- Digitaria hengduanensis L.Liou[1]
- Digitaria henrardii Veldkamp[1]
- Digitaria henryi Rendle: Sie kommt in China, Japan und Taiwan vor.[1]
- Digitaria heterantha (Hook. f.) Merr.[1]
- Digitaria hitchcockii (Chase) Hauman & Van der Veken[1]
- Digitaria hololeuca Henrard[1]
- Digitaria horizontalis Willd.: Sie kommt von Mexiko über Karibische Inseln und von Zentral- bis Südamerika vor.[6]
- Digitaria hubbardii Henrard[1]
- Digitaria humbertii A.Camus: Sie kommt in Madagaskar vor.[6]
- Digitaria hyalina Robyns & Van der Veken[1]
- Digitaria hydrophila Van der Veken[1]
- Digitaria hystrichoides Vickery[1]
- Iburu (Digitaria iburua Stapf): Sie ist vom tropischen Westafrika bis Kamerun verbreitet.[1][6]
- Digitaria imbricata R.D.Webster[1]
- Digitaria incisa Van der Veken[1]
- Digitaria induta Swallen[1]
- Digitaria insularis (L.) Mez ex Ekman: Sie kommt von den südlichen Vereinigten Staaten und der Karibik bis Mittel- und Südamerika vor.[6]
- Digitaria intecta Stapf[1]
- Digitaria isanensis Boonsuk, Chantar. & Hodk.: Sie wurde 2014 erstbeschrieben und kommt in Thailand und Kambodscha vor.[1]
- Faden-Fingerhirse (Digitaria ischaemum (Schreb.) Muhl., Syn.: Panicum lineare Krock.)[1]
- Digitaria jansenii Veldkamp[1]
- Digitaria jubata (Griseb.) Henrard: Sie kommt in Indien und in China vor.[6]
- Digitaria junghuhniana (Steud.) Henrard[1]
- Digitaria killeenii Vega & Rúgolo[1]
- Digitaria lanceolata R.D.Webster[1]
- Digitaria lanuginosa (Nees) Henrard[1]
- Digitaria larsenii Bor[1]
- Digitaria laxa (Rchb.) Parodi[1]
- Digitaria lehmanniana Henrard[1]
- Digitaria leiantha (Hack.) Parodi: Sie kommt in Bolivien vor.[6]
- Digitaria leptalea Ohwi[1]
- Digitaria leptorhachis (Pilg.) Stapf: Sie kommt im tropischen Afrika vor.[6]
- Digitaria leucites (Trin.) Henrard: Sie kommt in Mexiko, Guatemala und Honduras vor.[6]
- Digitaria leucostachya (Domin) Henrard[1]
- Digitaria longiflora (Retz.) Pers.: Sie kommt ursprünglich in Afrika, Asien und Australien vor.[6]
- Digitaria macroblephara (Hack.) Paoli: Sie kommt im östlichen und nordöstlichen tropischen Afrika vor.[6]
- Digitaria madagascariensis Bosser[1]
- Digitaria maitlandii Stapf & C.E.Hubb.: Sie kommt in Eswatini und in Südafrika vor.[6]
- Digitaria maniculata Stapf: Sie kommt in Namibia und in Botswana vor.[6]
- Digitaria manongarivensis A.Camus[1]
- Digitaria mariannensis Merr.: Sie kommt auf Luzon vor.[6]
- Digitaria mauritiana Henrard[1]
- Digitaria megasthenes Goetgh.[1]
- Digitaria melanotricha Clayton[1]
- Digitaria mezii Kaneh.[1]
- Digitaria michoacanensis Sánchez-Ken[1]
- Digitaria milanjiana (Rendle) Stapf: Sie kommt im tropischen und im südlichen Afrika vor.[6]
- Digitaria minima R.D.Webster[1]
- Digitaria minoriflora Goetgh.[1]
- Digitaria mollicoma (Kunth) Henrard[1]
- Digitaria monobotrys (Van der Veken) Clayton[1]
- Digitaria monodactyla (Nees) Stapf: Sie kommt in Tansania, Angola, Sambia, Simbabwe, Namibia, Lesotho, Eswatini und in Südafrika vor.[6]
- Digitaria monodii Veldkamp[1]
- Digitaria monopholis Clayton[1]
- Digitaria montana Henrard[1]
- Digitaria multiflora Swallen[1]
- Digitaria myriostachya (Hack.) Henrard[1]
- Digitaria myurus Stapf[1]
- Digitaria natalensis Stent: Sie kommt im südlichen tropischen und im südlichen Afrika vor.[6]
- Digitaria neesiana Henrard[1]
- Digitaria neghellensis J.-P.Lebrun[1]
- Digitaria nematostachya (F.M.Bailey) Henrard (Syn.: Digitaria tonsa Hughes)[1]
- Digitaria nodosa Parl.: Sie kommt auf den Kapverden, in Ägypten, Somalia, Äthiopien, Eritrea, Kenia, Tansania, auf der Arabischen Halbinsel, in Pakistan und in Afghanistan vor.[6]
- Digitaria nuda Schumach.: Sie kommt im tropischen Afrika, auf den Philippinen, in Mexiko, in der Karibik und in Südamerika vor.[6]
- Digitaria oraria R.D.Webster[1]
- Digitaria orbata Hughes[1]
- Digitaria pampinosa Henrard[1]
- Digitaria panicea (Sw.) Urb.[1]
- Digitaria paniculata Soderstr. ex McVaugh[1]
- Digitaria papposa (R.Br.) P.Beauv.: Sie kommt in Australien vor.[6]
- Digitaria paraguayensis Henrard[1]
- Digitaria parodii Jacq.-Fél.[1]
- Digitaria parva Swallen[1]
- Digitaria parviflora (R.Br.) Hughes: Sie kommt in Australien vor.[6]
- Digitaria patagiata Henrard[1]
- Digitaria patens (Swallen) Henrard[1]
- Digitaria pauciflora Hitchc.: Sie kommt im südlichen Florida vor.[6]
- Digitaria pearsonii Stapf: Sie kommt im tropischen Afrika vor.[6]
- Digitaria pellita Stapf[1]
- Digitaria pennata (Hochst.) T.Cooke[1]
- Digitaria perpusilla Pilg.[1]
- Digitaria perrieri A.Camus[1]
- Digitaria perrottetii (Kunth) Stapf[1]
- Digitaria petelotii Henrard[1]
- Digitaria phaeothrix (Trin.) Parodi: Sie kommt in Brasilien, Argentinien, Paraguay und Uruguay vor.[6]
- Digitaria phaeotricha (Chiov.) Robyns[1]
- Digitaria philippinensis Henrard[1]
- Digitaria pinetorum Hitchc.[1]
- Digitaria pittieri (Hack.) Henrard (Syn.: Digitaria aequatoriensis (Hitchc.) Henrard): Sie kommt in Nicaragua, Costa Rica, Venezuela, Brasilien, Peru und Ecuador vor.[6]
- Digitaria planiculmis Henrard[1]
- Digitaria platycarpha (Trin.) Stapf[1]
- Digitaria poggeana Mez[1]
- Digitaria polybotryoides Robyns & Van der Veken[1]
- Digitaria polyphylla Henrard: Sie kommt in Südafrika vor.[6]
- Digitaria porrecta S.T.Blake[1]
- Digitaria procurrens Goetgh.[1]
- Digitaria psammophila Henrard[1]
- Digitaria pseudodiagonalis Chiov.[1]
- Digitaria pubiflora (Vasey) Wipff[1]
- Digitaria pulchra Van der Veken[1]
- Digitaria purpurea Swallen[1]
- Digitaria pusilla Ridl.[1]
- Digitaria quinhonensis A.Camus[1]
- Digitaria radicosa (J.Presl) Miq.: Sie kommt in Asien, Australien, auf Mauritius und auf den Seychellen vor.[6]
- Digitaria ramularis (Trin.) Henrard[1]
- Digitaria rangelii Gir.-Cañas: Sie wurde 2010 aus Kolumbien erstbeschrieben.[1]
- Digitaria redheadii (C.E.Hubb.) Clayton[1]
- Digitaria remotigluma (De Winter) Clayton[1]
- Digitaria rivae (Chiov.) Stapf[1]
- Digitaria rukwae Clayton[1]
- Digitaria sabulicola Henrard[1]
- Digitaria sacchariflora (Raddi) Henrard: Sie kommt in Südamerika vor.[6]
- Digitaria sacculata Clayton[1]
- Blutrote Fingerhirse (Digitaria sanguinalis (L.) Scop.)
- Digitaria schmitzii Van der Veken[1]
- Digitaria sejuncta (Hack. ex Pilg.) Henrard[1]
- Digitaria sellowii (C.Muell.) Henrard (Syn.: Digitaria similis Beetle ex Gould)[1]
- Digitaria seriata Stapf[1]
- Digitaria serotina (Walter) Michx.: Sie kommt in den südöstlichen Vereinigten Staaten und in Kuba vor.[6]
- Digitaria setifolia Stapf[1]
- Digitaria setigera Roth: Sie kommt in Asien, Australien, in Tansania, auf Mauritius und auf den Seychellen, auf Hawaii und auf den Fidschi-Inseln vor.[6]
- Digitaria sharpeana B.K.Simon[1]
- Digitaria siderograpta Chiov.[1]
- Digitaria simpsonii (Vasey) Fernald[1]
- Digitaria singularis Mez[1]
- Digitaria sparsifructus Ohwi (Syn.: Digitaria siamensis Henrard)[1]
- Digitaria stenostachya Hughes[1]
- Digitaria stenotaphrodes (Steud.) Stapf[1]
- Digitaria stewartiana Bor[1]
- Digitaria stricta Roth: Sie kommt in Indien, Sri Lanka, Nepal, Pakistan, Myanmar, China, Oman und im Iran vor.[6]
- Digitaria subcalva Hitchc.[1]
- Digitaria subsulcata Robyns & Van der Veken[1]
- Digitaria swalleniana Henrard: Sie kommt in Brasilien und in Peru vor.[6]
- Digitaria swazilandensis Stent: Sie kommt in Mosambik, Malawi, Eswatini und in Südafrika vor.[6]
- Digitaria tararensis Henrard[1]
- Digitaria tenuifolia Goetgh.[1]
- Digitaria tenuis (Nees) Henrard[1]
- Digitaria ternata (A.Rich.) Stapf: Sie kommt im tropischen und im südlichen Afrika, im tropischen Asien, in China und im Jemen vor.[6]
- Digitaria texana Hitchc.[1]
- Digitaria thailandica Boonsuk, Chantar. & Hodk.: Sie wurde 2014 aus den nördlichen und nordöstlichen Thailand erstbeschrieben.[1]
- Digitaria thouarsiana (Flüggé) A.Camus[1]
- Digitaria thwaitesii (Hack.) Henrard[1]
- Digitaria thyrsoidea Balansa (Syn.: Digitaria subcorymbosa (A.Camus) A.Camus)[1]
- Digitaria tisserantii Jacq.-Fél.[1]
- Digitaria tomentosa (J.Koenig ex Rottler) Henrard[1]
- Digitaria tricholaenoides Stapf: Sie kommt in Lesotho, Eswatini und in Südafrika vor.[6]
- Digitaria trinervis Van der Veken[1]
- Digitaria ursulae H.Scholz: Sie kommt in Togo vor.[6]
- Digitaria veldkampiana B.K.Simon[1]
- Digitaria velutina (Forssk.) P.Beauv.: Sie kommt in Afrika und im Jemen vor.[6]
- Digitaria venezuelae Henrard[1]
- Digitaria ventriosa Van der Veken: Sie kommt in Tansania, Sambia und in der Demokratischen Republik Kongo vor.[6]
- Digitaria villiculmis Henrard[1]
- Digitaria villosa (Walter) Pers.[1]
- Digitaria violascens Link (Syn.: Digitaria recta Hughes): Sie kommt ursprünglich in China, Japan, Afghanistan und im tropischen Asien vor.[6]
- Digitaria wallichiana (Steud.) Stapf[1]
- Digitaria xanthotricha (Hack.) Stapf[1]

## Nutzung
Einige Arten, wie die Foniohirse (Digitaria exilis (Kippist) Stapf) und Iburu (Digitaria iburua Stapf) werden in Afrika regional als Getreide angebaut.